# Abus sexuels sur mineurs dans l'Église catholique
Pour un article plus général, voir Abus sexuel sur mineur.

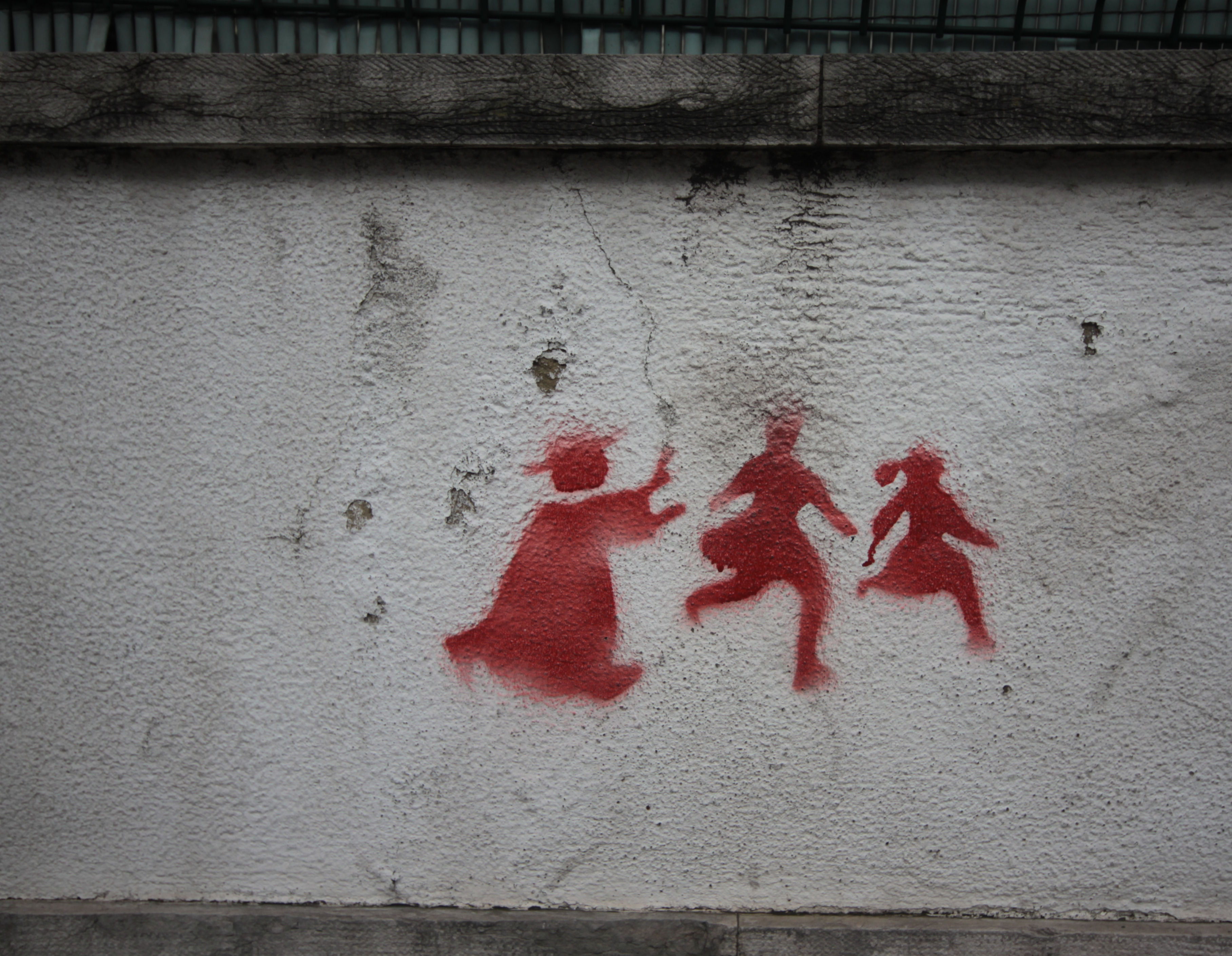
Graffiti sur un mur de Lisbonne montrant un prêtre pourchassant deux enfants (2011).

L'Église catholique fait face depuis la fin du XXe siècle à la révélation de nombreuses affaires d’abus sexuels sur mineurs commis par des prêtres, des religieux ou des laïcs en mission ecclésiale sur différents continents. Certaines de ces affaires ont été portées en justice, mais d'autres sont prescrites, souvent parce qu'elles ont été couvertes ou étouffées par la hiérarchie ecclésiastique. Le haut clergé catholique a réagi tardivement à ces sujets largement médiatisés. Les papes Benoît XVI et François ont chacun présenté leurs excuses pour les dommages causés aux victimes. L’accumulation des révélations provoque aussi une crise de confiance à l'intérieur de l'Église catholique et le départ de fidèles. Des mesures plus fermes et concrètes ont été prises par l'Église au cours du pontificat de François[Quand ?], ce qui est souligné et applaudi par des associations de victimes et leurs membres, tandis que d'autres trouvent que ces mesures ne vont pas assez loin et restent sceptiques dû au bris de confiance trop important qui a été occasionné par le scandale[style à revoir].

## Premières mentions

### Apophtegmes des Pères du désert
Les premiers cas historiques seraient situés aux IVe et Ve siècles, dans les Apophtegmes des Pères du désert, qui condamnaient déjà très fermement le fait d'amener un petit garçon dans les monastères.

### Scandales isolés
Frédéric le Grand, roi de Prusse, compose le poème intitulé Le Palladion, un texte « grave » imprimé pour la première fois en 1749. L'édition de 1788 censure le nom de Jésus puis celle de 1789 donne le texte sans caviardage. Dans ses vers, le roi vient à traiter de sa jeunesse dans un « collége d'Ignace [sic] », où il dit que des professeurs jésuites le violaient, et « L'un [lui disait] :/ […] Ce bon saint Jean que pensez-vous qu'il fît,/Pour que Jésus le couchât sur son lit ?/Sentez-vous pas qu'il fut son Ganymède ? ».
Des scandales publics éclatent en Europe à la fin du XIXe siècle, comme celui des Bonnes Œuvres de Renaix (Belgique), impliquant 23 frères. Des études ultérieures montreront pourtant que les cas d'abus sur mineurs, aux États-Unis, en Irlande, aux Pays-Bas, en Belgique et en Allemagne par exemple, ont surtout été nombreux dans les années 1960-1980. Ces affaires étaient souvent étouffées, ou attiraient moins l'attention des responsables et de l'opinion qu'aujourd'hui,,,.
Olivier Bobineau explique que la parole des victimes et de leurs parents se libère au tournant des années 1990 au moment où le statut de l'enfant dans la société change : la convention internationale des droits de l'enfant ne date que de 1989, et il était encore possible pendant la révolution sexuelle des années 1970 de faire l'apologie de la pédophilie.

### Première alerte aux États-Unis
En 1985, Thomas Patrick Doyle, prêtre catholique et spécialiste de droit canon, rédige avec F. Ray Mouton Jr. et le père Michaël Peterson un rapport de 92 pages sur les nombreux abus sur mineurs commis par des membres du clergé aux États-Unis.
Le document est envoyé aux évêques américains, certains l'accueillant favorablement. Toutefois, ses conclusions ne seront pas suivies par la conférence épiscopale américaine,.
Les auteurs proposaient, entre autres, la création d'une commission nationale pour répondre aux plaintes déposées dans toute l'Église aux États-Unis. Les évêques préfèrent cependant agir de façon indépendante dans leurs diocèses, avec leurs propres experts,. Ce rapport dénonçait pourtant une négligence dans le traitement des affaires et préconisait des mesures qui seront prises plus tard, après les premiers scandales importants des années 1990. Thomas Doyle devient par la suite l'un des porte-paroles des associations de victimes.

### Premières affaires retentissantes

#### Aux États-Unis
Les premières affaires déclarées de pédocriminalité dans l'Église catholique aux États-Unis apparaissent à la fin des années 1980. Des procès très médiatisés, comme celui, en 1993, du prêtre Edward Pipala – condamné pour des viols commis sur une dizaine de jeunes garçons – contribuent à donner la parole aux victimes. Elles sont bientôt des centaines à sortir du silence.
Ces premières affaires agissent comme un révélateur. Elles permettent une meilleure appréhension de la gravité de ces abus, et conduisent la hiérarchie de l'Église catholique aux États-Unis à adopter une position plus ferme sur le sujet. En 1993, la conférence épiscopale des États-Unis crée une commission pour lutter contre les abus sexuels dans l'Église (Ad Hoc Committee on Sexual Abuse). La même année, Jean-Paul II, répondant aux préoccupations des évêques américains, annonce la création d'une commission d'étude pour améliorer les procédures de jugements canoniques des affaires d'abus sexuels. Vers la fin de l'année 1993, cette commission, comprenant des représentants de l'Église américaine et du Saint-Siège, publie des directives pour faciliter la suspension des prêtres fautifs. Le pape approuve ces lignes directrices, sur une base expérimentale, en avril 1994. Les diocèses américains deviennent plus attentifs à la sélection des candidats au sacerdoce. Des tests psychologiques et d'autres moyens de contrôle pour identifier les personnalités à risque sont mis en place. Mais cette prise de conscience n'est pas suffisante et surtout n'est pas encore générale dans l'Église.

#### En Europe

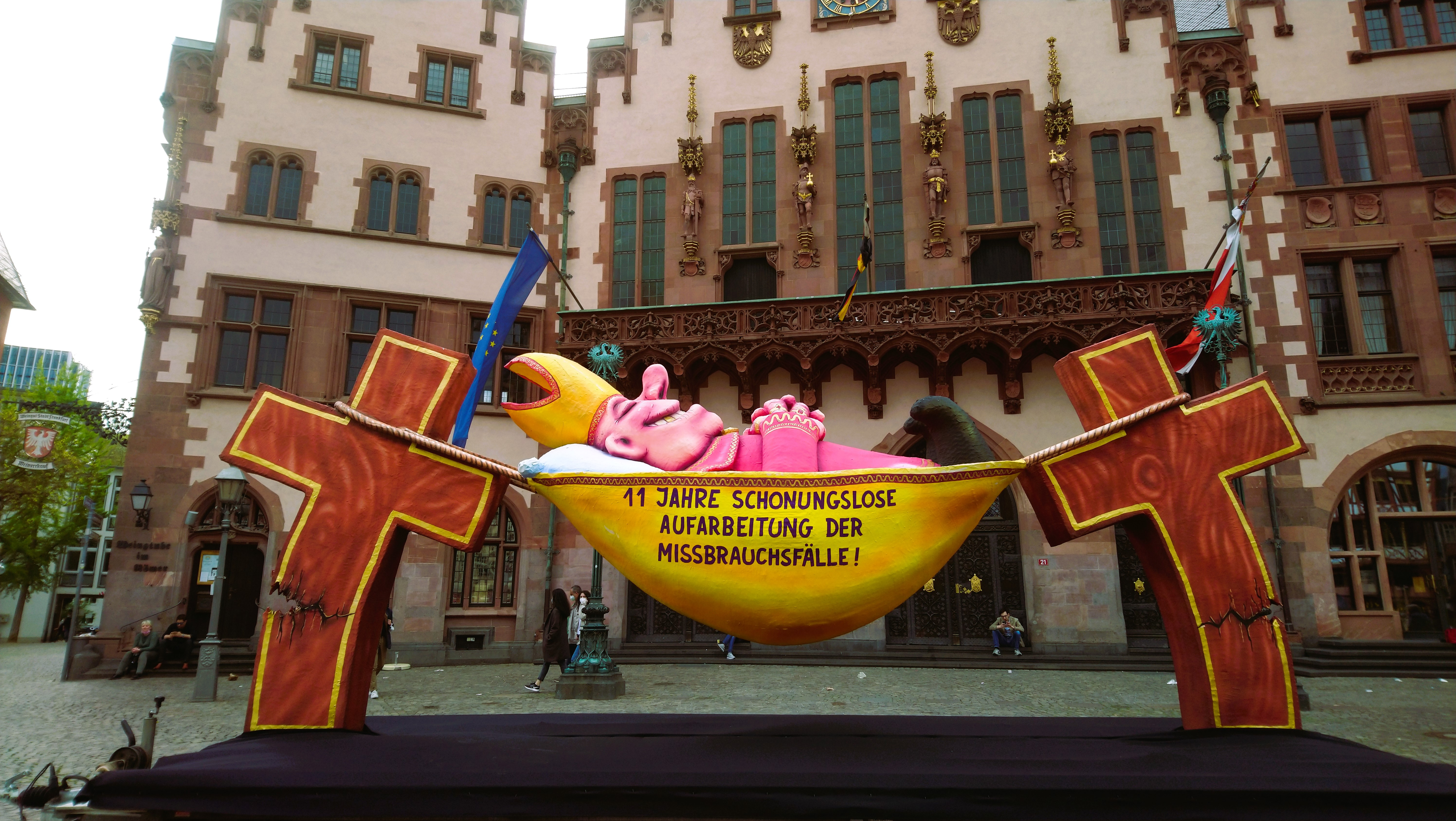
Caricature en Allemagne sur le traitement des abus par l'Église catholique.

En 1995, le cardinal Hans Hermann Groër, archevêque de Vienne, est publiquement accusé d'abus sexuels par deux de ses anciens élèves. Ces faits se seraient produits alors que ces derniers étaient adolescents,. Le cardinal ne reconnaît pas ces abus et renonce, la même année, à ses fonctions de primat des catholiques autrichiens. Le Saint-Siège estime que Hans Hermann Groër est victime de fausses accusations. Quelques mois plus tard, Christoph Schönborn, évêque coadjuteur du cardinal Groër, admet pourtant publiquement la crédibilité des faits qui sont reprochés à son supérieur. En 1998, avant une visite du pape Jean-Paul II en Autriche, l'épiscopat autrichien demande au Saint-Siège de se prononcer officiellement sur cette affaire et d'autres allégations d'abus sexuels ,. À la suite d'une enquête du Saint-Siège, le cardinal Groër renonce à ses fonctions ecclésiastiques,. Il meurt en 2003 sans que sa culpabilité soit publiquement éclaircie.
D'après le cardinal Christoph Schönborn, une enquête sur le cardinal Groër avait déjà été demandée en 1995, par le cardinal Ratzinger, alors préfet de la congrégation pour la doctrine de la foi. Une partie de la curie romaine, dont le cardinal Angelo Sodano, secrétaire d'état du Saint-Siège, s'y serait alors opposée et aurait obtenu satisfaction,,.

## Histoire récente

### Afrique

#### Afrique du Sud
William MacCurtain, un prêtre jésuite britannique en poste à Johannesburg, agresse sexuellement William Segodisho de 1986 à 1989. Malgré la visibilité donnée au témoignage de la victime, le prêtre est simplement renvoyé au Royaume-Uni, où sa hiérarchie précise « qu’une enquête approfondie a conclu que les accusations étaient fondées ». Une trentaine d’affaires de pédophilie ont été recensées par l’Église catholique en Afrique du Sud depuis 2003 sans qu'aucun prêtre ne soit condamné.

#### Cameroun
Lors de l'émission Cash Investigation sitée au Cameroun, diffusée le 21 mars 2017 sur France 2 en partenariat avec Mediapart, l'évêque Joseph Atanga doit s'expliquer sur une affaire de pédophilie dans son diocèse, notamment au collège François-Xavier Vogt, par des prêtres de la communauté Saint-Jean. Il aurait tenté de couvrir les responsables en mutant les prêtres concernés pour leur éviter ainsi un procès,.

### Amérique

#### Argentine
- En septembre 2021, Nicolás Parma, un prêtre de la communauté Hermanos Discípulos de Jesús de San Juan Bautista est condamné à 17 ans de prison pour le viol de deux jeunes garçons de 14 ans[27]. Quelques semaines avant, le fondateur du mouvement, Agustín Rosa Torino, avait été condamné à 12 ans de prison pour le viol de 3 religieuses[28].

#### Canada
Au Canada, à la fin des années 1980, des révélations sur des sévices infligés dans les années 1950 et 1960 à des enfants d'un orphelinat de Terre-Neuve ont suscité un scandale. En mai 2021, les évêques canadiens ouvrent une plateforme pour permettre aux victimes de mentionner les situations d’abus sexuels commis ou cachés par un évêque.
En juillet 2022, lors de son voyage au Canada, le pape François reconnait les crimes sexuels perpétrés par des prêtres et des religieuses et demande pardon à l’ensemble des victimes de ces violences sexuelles.

#### Chili
Au Chili, au moins 105 membres du clergé chilien ont été impliqués dans une série d'affaires de violences sexuelles. En janvier 2018, le pape François s’est rendu au Chili pour un voyage apostolique. Il s'est retrouvé en présence du cardinal Barros, soupçonné depuis des années d’avoir protégé le père Fernando Karadima, reconnu pour avoir agressé des mineurs. Quelques jours plus tard, après être revenu à Rome, il mandate Scicluna pour faire enquête au Chili. Ce que découvre le pape dans son rapport le renverse. Il est question de « gravissimes négligences dans la protection des enfants vulnérables de la part d’évêques et de supérieurs religieux », selon la télévision chilienne. On y retrouve également des enquêtes qui n’ont pas été effectuées et même des documents compromettants qui ont été détruits.
« Maintenant, après une lecture attentive des actes de cette « mission spéciale », je crois pouvoir affirmer que tous les témoignages recueillis parlent d’eux-mêmes d’une manière dure, sans additifs ni édulcorants […] des nombreuses vies crucifiées et j’avoue que cela me cause beaucoup de douleur et de honte », affirme le pape. Quoi qu’il en soit, il y a un message clair. Le pape François n’arrivait pas jusqu'ici à offrir une réponse crédible et satisfaisante aux trop nombreux scandales de prêtres criminels qui ont agressé des mineurs. Même la commission qu’il a mise sur pied pour venir à bout de ce fléau semblait se perdre dans l’insignifiance[pourquoi ?].
Mis en cause par le pape lui-même pour la gestion calamiteuse des affaires de pédophilie dans leur clergé, tous les évêques chiliens ont présenté le vendredi 18 mai 2018 leur démission au souverain pontife, une première dans l’histoire de l’Église catholique. Il accepte sept d'entre elles, puis en mars 2019 celle du cardinal Ezzati, accusé au Chili de ne pas avoir dénoncé des agressions sexuelles commises par trois prêtres, dont Oscar Muñoz et Fernando Karadima.
Le 13 octobre 2018, deux évêques, Francisco José Cox (en) et Marco Antonio Órdenes Fernández (en), sont rendus à l'état laïc, sanction la plus grave en droit canon. Le 21 octobre, l’Église catholique chilienne est condamnée à verser 580 000 € à trois victimes. Le pape François écarte le cardinal Francisco Javier Errázuriz Ossa, soupçonné d’avoir couvert la pédophilie d'un prêtre chilien, de son cercle de proches conseillers, le « C9 », en décembre 2018.

#### États-Unis
En 2002, le John Jay report dénombre, pour la période 1950 à 2002, 13 000 abus sexuels concernant 10 000 victimes et 5 000 prêtres agresseurs sexuels, soit 4 % du clergé américain.

#### Équateur
- Le 12 mai 2018, Luis Fernando Intriago Páez, curé de l'église Nuestra Señora de Czestochowa à Guayaquil, leader du mouvement pro-vie et du Mouvement catholique de la vie chrétienne en Équateur, est condamné à 25 ans de prison ferme pour abus sexuels et torture des mineurs. Il était un ami intime du Péruvien Luis Fernando Figari, lui-même accusé d'abus sexuels sur mineurs en 2010. Dénoncé publiquement en 2013, il est aussitôt suspendu de ses fonctions, alors que ses supérieurs étaient informés depuis 2003[39].
- Emil Stehle (de) – ou Emilio Lorenzo Stehle (en) en Équateur – (1926-2017) est accusé d’abus sexuels dans 16 affaires, selon la Conférence épiscopale allemande. Par ailleurs Emil Stehle a aidé des prêtres pédophiles allemands à se cacher de la justice en Amérique latine[40].

#### Mexique
- Gonzalo Galván Castillo, évêque d'Autlán est accusé d'avoir protégé un prêtre pédophile et a été contraint à la démission en 2015[29].
- Le fondateur de la congrégation des Légionnaires du Christ, Marcial Maciel Degollado, a dû démissionner en 2006, accusé notamment de sévices sexuels et de maltraitance sur mineurs[29].
Le 31 mars 2009, la Légion du Christ annonce qu'elle doit recevoir une visite apostolique par des évêques envoyés par le Vatican[41]. Plusieurs prêtres de la congrégation la quittent en 2009, soulignant des manquements de leurs responsables dans l'élucidation des affaires concernant Maciel.
Fin août 2009, l'existence de trois fils mexicains, nés de plusieurs mères, est dévoilée par la presse[42]. En mars 2010, deux de ses fils dénoncent des viols commis à leur encontre par le père Maciel[43]. Le 15 mars 2010, la Légion du Christ annonce la fin de la phase d'enquête de la visite apostolique qui a commencé le 15 juillet 2009[44]. Le 25 mars 2010, dans un communiqué signé par l'ensemble de sa direction, elle atteste la réalité des « actes d'abus sexuels sur des séminaristes mineurs » dont Maciel était accusé. Les signataires déclarent : « Nous voulons demander pardon à toutes les personnes qui l’ont accusé dans le passé, que nous n’avons pas crues et que nous n’avons pas su écouter, car à cette époque nous ne pouvions pas imaginer de tels comportements[45]. »

#### Pérou
- Luis Fernando Figari, fondateur du Mouvement catholique de la vie chrétienne, mis en cause dans plusieurs affaires d'abus sexuels sur mineurs, dont au moins une mineure de moins de 16 ans, il est démis en 2010 de ses responsabilités au sein de son mouvement. Il se réfugie au Vatican pour éviter une extradition vers le Pérou. Le 14 août 2024, le Vatican annonce l'expulsion de Luis Fernando Figari de l’Église, sans pour autant annoncer une extradition vers le Pérou[46].

##### Légionnaires du Christ
Fondateur en 1941 des Légionnaires du christ, le père Marcial Maciel Degollado est mis en cause dès 1956 pour toxicomanie et pour abus sexuels sur des jeunes novices de sa congrégation. L'enquête du Vatican se conclut, en 1959, par un non-lieu, bien que le principal enquêteur fasse état, dans le rapport, de ses doutes sur l'innocence du père Maciel. L'un des adolescents alors interrogés dira plus tard que lui, et les autres jeunes, ont tous menti pour protéger le père Maciel qu'ils admiraient.
En 1997, la presse américaine relaie les allégations de huit membres de la Légion du Christ, accusant Marcial Maciel d'abus sexuels dans les années 1950-1960, quand ils avaient entre 10 et 16 ans,. En 1998, ces huit personnes déposent au Vatican une plainte contre lui. D'après Jean-Marie Guenois, journaliste à La Croix, l’instruction de ce dossier est, selon le témoignage du cardinal Joseph Ratzinger (futur Benoît XVI) à l’évêque de Coatzacoalcos (Mexique), gelée en 1999 à la demande de Jean-Paul II, en raison de la floraison de vocations dans cette œuvre et parce que les faits, qui remonteraient à plus de trente ans, sont prescrits. Il est possible qu'une partie des membres de la curie romaine, voire le pape, aient voulu protéger la congrégation en lui évitant un scandale touchant son fondateur. Les dirigeants des Légionnaires du Christ bénéficiaient en effet de puissants appuis à Rome,,. Le père Marcial Maciel continue de proclamer son innocence, se présentant comme victime de fausses accusations.
Toutefois, en décembre 2004, le cardinal Joseph Ratzinger, préfet de la congrégation pour la doctrine de la foi, décide la reprise de l'enquête sur le père Maciel,. Le 2 avril 2005, il envoie Charles Scicluna au Mexique pour auditionner des témoins. En 2006, Joseph Ratzinger, devenu le pape Benoît XVI depuis le 19 avril 2005, écarte le père Marcial Maciel Degollado de tout ministère public. La congrégation pour la doctrine de la foi invite ce dernier « à conduire une existence retirée dans la prière et la pénitence ». Elle confirme ainsi implicitement la culpabilité du père Marcial Maciel tout en renonçant, officiellement en raison de son grand âge et de sa santé fragile, à engager un procès canonique contre lui,,. Le père Marcial Maciel décède le 31 janvier 2008, à l'âge de 87 ans.
Le 4 février 2009, le New York Times révèle que le père Maciel a mené une double vie et a eu, au moins, une fille. Le 5 février, les responsables des Légionnaires du Christ confirment cette information,. En revanche, ils ne se prononcent pas sur les accusations de pédophilie. Certains membres de la congrégation estiment que ces allégations sont sans doute crédibles, d'autres déclarant toujours qu'aucune preuve n'a jamais été retenue. En mai 2009, le pape décide d'une visite apostolique des institutions des Légionnaires du Christ. Une commission, composée de plusieurs évêques, commence une enquête approfondie sur le père Marcial Maciel et sa congrégation,.
Fin août 2009, l'existence de trois fils mexicains, nés d'une autre mère, est dévoilée par la presse. En mars 2010, deux de ses fils dénonceront des viols commis à leur encontre par le père Maciel. La double vie du père Maciel, utilisant parfois une fausse identité, et gérant d'une façon opaque une fortune considérable, est de plus en plus mise au jour. Pour le sociologue et psychanalyste Fernando Gonzalez, auteur de deux ouvrages sur la Légion du Christ, son fondateur « était un calculateur rusé qui s'adaptait parfaitement à chaque situation »,. Une partie de la hiérarchie catholique est aussi très critique envers le père Maciel. Pour Edwin O'Brien, archevêque de Baltimore, le père Maciel est un « entrepreneur génial qui, avec des tromperies systématiques, a utilisé la foi pour manipuler les autres en fonction de ses intérêts égoïstes ».
Cette double vie pourrait avoir été protégée par certains membres de l'ordre. Ainsi, par un vœu spécial, levé à la demande expresse du Saint-Siège en 2006, les prêtres de la congrégation s'obligeaient à ne pas critiquer leurs supérieurs,. Une subordination absolue au supérieur et l'engagement à renoncer à son propre jugement semblent aussi avoir été instaurés. Plusieurs prêtres de la congrégation la quittent en 2009, soulignant des manquements de leurs responsables dans l'élucidation des affaires concernant le père Maciel. D'après le journal La Croix, un argumentaire avait été envoyé par la direction territoriale États-Unis-Canada de la Légion à ses membres, leur indiquant comment répondre aux évêques venus enquêter.
Le 15 mars 2010, l'enquête dans la congrégation est terminée, le rapport final devant encore être rendu au Saint-Siège,. Le 26 mars 2010, dans un communiqué, les responsables de la Légion du Christ reconnaissent que leur fondateur a commis des « actes d'abus sexuel sur des séminaristes mineurs ». Ils admettent ne pas avoir cru et écouté les personnes ayant dénoncé ses abus. Ils souhaitent rechercher la réconciliation et le dialogue avec ceux qui ont souffert et faire la vérité sur l'histoire de leur congrégation.
Le 30 avril 2010, les évêques chargés de l'enquête apostolique rendent leur rapport au pape. D'après un communiqué du Saint-Siège, publié le 1er mai, des comportements très graves et objectivement immoraux du père Maciel sont confirmés par des témoignages incontestables. Ils se « présentent parfois comme de vrais délits et démontrent une vie sans scrupules ni authentique sentiment religieux ». Le communiqué mentionne aussi que « le fondateur avait créé autour de lui un mécanisme de défense qui l'a rendu inattaquable pendant longtemps ». Le Saint-Siège remet en cause l'exercice de l'autorité dans la congrégation et annonce la mise en place de plusieurs mesures de contrôle et de réformes,.

### Asie
Il existe peu de plaintes pour abus sexuels sur mineurs commis par des membres de l'Église catholique an Asie.

#### Philippines
Bien que les Philippines soient catholiques à 80 %, il existe peu de plaintes pour abus sexuels commis par des membres de l'Église catholique aux Philippines. Cette situation est due à la honte des victimes et à l’image particulièrement valorisée des hommes d’Église (comme d’autres professions d’autorité, tels les politiciens ou les militaires). Pour Gabriel Dy-Liacco, psychothérapeute et membre des deux commissions pontificales successives pour la protection des mineurs : « Aux Philippines, le prêtre est au sommet de la hiérarchie sociale et tout lui est dû », il est « vénéré à tort comme au-dessus des lois »,.
En 2025, l'organisation américaine BishopAccountability.org mentionne 82 prêtres et religieux accusés d’abus sexuels sur des mineurs, or au moins sept de ces prêtres continuent de travailler dans des paroisses des Philippines. Elle considère que nombre d’évêques philippins s'estiment dans leur droit de dissimuler des informations sur les abus commis par des prêtres. Une responsable de l'organisation indique : « Les évêques philippins se permettent de garder le silence. Ils estiment avoir le droit de dissimuler des informations sur les violences sexuelles contre les mineurs. Ils s’autorisent à défendre des prêtres accusés »,.

#### Timor
En 2002, sont révélées les premières accusations de pédophilie à l'encontre de l'évêque salésien Carlos Filipe Ximenes Belo, administrateur apostolique de Dili, capitale du Timor oriental, et prix Nobel de la paix en 1996. Jean-Paul II accepte sa démission, officiellement à la suite de problèmes de santé. En 2022, il est accusé dans une enquête de l’hebdomadaire néerlandais De Groene Amsterdammer de violences sexuelles sur des garçons mineurs pendant une vingtaine d’années ; il est sanctionné par le Vatican depuis septembre 2020. Ces sanctions sont acceptées par Ximenes Belo,.
Richard Daschbach (de), prêtre américain au Timor oriental, est condamné en 2021 à 12 ans de prison pour agressions sexuelles sur des enfants. Au moins 15 femmes l'ont accusé de violences sexuelles alors qu'elles étaient enfants dans un orphelinat que le religieux avait créé à Oecusse.

### Europe

#### Allemagne
Dans une note publiée le 9 mars 2010, le père Lombardi, directeur des médias du Saint-Siège, salue les efforts de transparence des différents diocèses et le fait qu'ils ont invité les victimes à se manifester. Il considère que l'attitude qui consiste à se centrer sur la situation et les préoccupations des victimes est la bonne façon de procéder.
En juin 2021, le cardinal Reinhard Marx remet sa démission d'archevêque de Munich au pape François en dénonçant les abus sexuels commis par des membres de l'Église,. Le 10 juin, le pape refuse sa démission mais l'encourage à persévérer dans la réforme contre les abus. En février 2022, Reinhard Marx n'effectue pas un lien absolu entre les agressions sexuelles et le célibat des prêtres : « On ne peut pas le dire globalement. Mais ce mode de vie qui suppose une proximité entre des hommes attirent aussi des gens qui ne sont pas adaptés (à la fonction), qui sont sexuellement immatures ». Néanmoins, il recommande de laisser aux prêtres la possibilité de se marier. Par contre il n'a pas un avis tranché sur la possibilité pour les femmes d'accéder au sacerdoce.

#### Autriche
En Autriche, deux scandales conduisent le Vatican à démettre deux hauts prélats, l'archevêque de Vienne Hans Hermann Groër en 1995 et l'évêque de Sankt-Pölten Kurt Krenn en 2004.
En mars 1995, un ancien élève de Groër révèle que le cardinal se livrait à des attouchements sexuels sur ses élèves et avait fait de lui son amant durant quatre années. Le cardinal est alors mis à la retraite. En 1998, dans un livre-enquète, le journaliste Hubertus Czernin, Das Buch Groer, estime que Gröer a abusé de plus de 2 000 jeunes hommes. En 2010, son successeur déclarera que le cardinal Angelo Sodano, déjà mêlé à l'affaire Maciel, avait bloqué sa tentative d'enquêter sur les activités de Groër.
En mars 2010, les institutions catholiques sont mises en cause pour des abus sexuels commis dans les années 1970-1980. Le 30 mars, le cardinal Christoph Schönborn reconnait le silence et la dissimulation qui ont régné sur ces affaires. Il déclare : « C'est une expérience douloureuse pour l'Église. Mais que représente cette douleur en comparaison de celle des victimes, que nous n'avons pas voulu voir ni entendre ?! ». Il remercie celles-ci d'avoir osé parler et annonce la tenue d'une enquête ecclésiale sur les abus sexuels commis par des membres du clergé. Le 2 avril, une association de défense de victimes dit avoir pris connaissance, via une ligne d'appel téléphonique mise en place deux semaines avant, de plus de 174 cas de maltraitances. « Dans 43 % des cas, il s'agit de violences physiques, dans 34 % d'agressions sexuelles et pour 23 % des cas de violences morales. ». Ces témoignages se rapportent essentiellement à des faits commis dans les années 1960-70, au sein des institutions d'éducation catholique. Début mai 2010, la commission mise en place par l'Église a recueilli, en deux mois, les témoignages de plus de 500 personnes. 150 cas d'abus sexuels et de maltraitance sur mineurs sont retenus comme fiables ; parmi ces 150 cas, 97 % sont prescrits,. En avril 2011, après un an de travail, la commission déclare avoir recensé 837 victimes d'abus sexuels sur les décennies passées. La grande majorité des dossiers déjà traités donnent lieu à des indemnisations financières et, selon la volonté des victimes, à un suivi thérapeutique.

#### Belgique
Fin décembre 2010, la Conférence épiscopale de Belgique établit que, sur 134 prêtres abuseurs identifiés depuis les années 1960, seuls 21 ont fait l'objet d'une condamnation par l'Église ou la justice. Les autorités judiciaires ont été saisies de 70 % des cas. Moins d'un abuseur sur six a été suspendu par les évêques,,.

#### Espagne
En décembre 2021, alors que la Conférence épiscopale espagnole indique qu'elle recense peu de cas d'abus sexuels dans l'Église catholique en Espagne, un journaliste du quotidien El País remet directement au pape François un dossier mettant en cause 251 de ses membres et quelques laïcs de congrégations religieuses. François fait suivre ce dossier pour enquête à la Congrégation pour la Doctrine de la Foi, chargée des délits de mœurs, dont les abus sexuels de prêtres, et dirigée par le jésuite espagnol Luis Ladaria Ferrer, ainsi qu'au cardinal Juan José Omella, président de la Conférence épiscopale espagnole,.
L'Église a recueilli, en juin 2023, les témoignages de 927 victimes.

#### France
En octobre 2021, une « estimation minimale » de la Commission indépendante sur les abus sexuels dans l'Église, donne 2,5 % à 2,8 % de prêtres et religieux ayant commis des agressions sexuelles ou des viols sur environ 216 000 victimes, majeures et vivantes au moment de la rédaction du rapport. En incluant les agresseurs laïcs, le nombre de victimes est évalué à plus de 330 000. Le rapport évalue « entre 2 900 et 3 200 » le nombre de pédocriminels au sein de l’Église catholique en France depuis 1950,.

#### Irlande
Les 15-16 février 2010, le pape convoque les évêques irlandais au Vatican. Benoît XVI déclare que la pédophilie est un « crime atroce » et un « péché grave qui offense Dieu et blesse la dignité de la personne humaine ». Il enjoint aux évêques de prendre les mesures nécessaires pour réparer, autant que possible, les fautes commises, prendre en compte les droits des victimes et coopérer avec la justice. Le mars 2010, Benoît XVI envoie une Lettre pastorale aux catholiques irlandais, où il redit sa compassion pour les victimes,. En mars 2010, six évêques irlandais avaient présenté leur démission, trois étant alors acceptées par le pape. Le 31 mai 2010, le pape nomme neuf prélats pour enquêter sur le scandale des abus sexuels commis sur des mineurs en Irlande. Parmi les enquêteurs figurent les archevêques de Westminster, Boston, New York, Toronto et Ottawa ainsi que deux religieuses. Ils examineront, et chercheront à améliorer, les procédures actuelles visant à lutter contre les abus. En novembre 2010, quatre visiteurs apostoliques arrivent en Irlande pour examiner les moyens pris pour répondre aux cas d'abus et aider l'Église locale à cheminer vers un renouveau. En février 2011, à l'occasion d'une liturgie du repentir dans la pro-cathédrale Sainte-Marie L'Église, Diarmuid Martin, archevêque de Dublin, dit sa reconnaissance aux victimes d'abus sexuels pour avoir refusé de se taire même lorsqu'on ne les croyait pas. Il les encourage à continuer à témoigner et souligne que les responsables ne sauraient demander pardon sans avoir d'abord reconnu l'injustice commise et leur propre échec pour ce qui s'est passé.
- En novembre 2009, le Rapport Murphy (en)[94], de la commission présidée par la juge Yvonne Murphy (Commission of Investigation into Catholic Archdiocese of Dublin), met en cause une dizaine d'évêques accusés d'avoir couvert les abus perpétrés par des prêtres. Le rapport relève 46 cas de prêtres coupables d'abus sexuels[95],[96]. Cette enquête concerne la période allant de janvier 1975 à mai 2004[96]. Sa publication a entraîné, en décembre 2009, la démission de Murray, évêque de Limerick et ancien évêque auxiliaire de Dublin[97]. Il est suivi, en mars 2010, par Magee, évêque de Cloyne[98],[99] et en avril 2010 par James Moriarty, ancien évêque auxiliaire de Dublin[100].
- Le 20 mai 2009, le Rapport Ryan, de la commission présidée par le juge Sean Ryan (en) (Commission to Inquire into Child Abuse) dévoile que des centaines d'enfants ont été victimes de sévices, depuis les années 1940, dans des institutions religieuses irlandaises[95]. Le rapport dénonce en 2 600 pages les abus subis par de nombreux enfants accueillis par des structures financées par l'État et gérées en grande partie par l'Église catholique. Le mandat de la commission concernait quatre types d'abus : physiques, sexuels, de négligence et psychologiques[101]. Le Conseil permanent des évêques irlandais déclare, le 29 mai 2009 : « Nous présentons nos excuses à tous ceux qui, durant leur enfance, ont été si cruellement victimes de violences lorsqu'ils étaient à l'école ou dans des maisons d'accueil catholiques »[102]. L'archevêque de Dublin, Diarmuid Martin, a confessé que les histoires d'abus, « dans de nombreux cas, sont écœurantes ». À ses yeux, toutes les organisations ecclésiastiques impliquées dans le rapport devraient examiner sérieusement « comment leurs idéaux ont été dévoyés à cause des abus systématiques » (…) « C'est un vrai cri d'exhortation pour regarder la manière dont nous prenons soin de nos enfants. Si nous sommes vraiment affligés par ce qui est arrivé par le passé, nous devons nous engager pour un avenir vraiment différent »[101]. Le montant des indemnisations à verser aux victimes d'abus dans des institutions catholiques avait été fixé à 128 millions d'euros. Finalement, la somme totale des indemnités est de plus d'un milliard d'euros, presque entièrement versé par l'État à environ 12 500 des 14 500 victimes. Les montants versés aux victimes vont de 65 000 à 300 000 euros selon les cas »[102].
- Le 8 mars 2006, Diarmuid Martin, archevêque de Dublin, annonce les résultats d'une enquête indépendante menée dans son diocèse. Les dossiers de plus de 2 800 membres du clergé de l'archidiocèse ont été examinés. Plus de cent prêtres et membres d'ordres religieux de son archidiocèse ont été accusés d'abus sexuels contre des enfants depuis 1940. 350 victimes ont été identifiées, une quarantaine d'autres personnes ayant peut-être aussi subi des abus. 105 procès civils ont été intentés[103]. Lors d'une rencontre avec les évêques irlandais, Benoît XVI leur enjoint « d'établir la vérité » sur les abus dont sont suspectés des prêtres et de tout faire pour éviter ceux-ci à l'avenir[104].
- Au début des années 2000, près de 3 000 adultes affirment avoir subi des sévices sexuels dans des institutions de l'Église catholique. Celle-ci est contrainte, en janvier 2002, de s'entendre avec l'État pour les indemniser, en échange de l'abandon des poursuites judiciaires[16].

#### Italie
En novembre 2022, l'Église italienne publie son premier rapport sur les violences sexuelles, recensant 89 cas recensés depuis 2019. Entre 2010 et 2023, 418 prêtres italiens ont été accusés ou condamnés pour abus sexuels.

#### Norvège
En Norvège, le 7 avril 2010, l'Église informe l'opinion de la culpabilité d'un ancien évêque. Les faits d'abus sexuels sur un mineur, commis au début des années 1990, sont parvenus à la connaissance des autorités ecclésiastiques en janvier 2009. Ils ont alors été examinés par la nonciature de Stockholm, sur mandat de la Congrégation pour la doctrine de la foi. À la suite de cette enquête, l'évêque a présenté, en mai 2009, sa démission. Celle-ci a rapidement été acceptée par le pape. Les faits étant prescrits, l'évêque n'a pas été inculpé. Il n'a plus aucune fonction épiscopale ou pastorale et suit une thérapie. À la suite de cette révélation, l'Église catholique en Norvège reçoit, les jours suivants, d'autres signalements d'abus qui auraient eu lieu dans ses institutions. Elle annonce l'ouverture d'une enquête pour déterminer s'il s'agit d'affaires non encore connues.

#### Pays-Bas
Aux Pays-Bas, les évêques décident, le 9 mars 2010, d'ouvrir une enquête approfondie en raison du nombre de cas d'abus signalés dans d'anciens établissements catholiques d'enseignement. Trois cent cinquante plaintes de personnes affirmant avoir subi des abus sexuels dans les années 1950 à 1970 ont en effet été envoyées à l'Église pendant les dix premiers jours de mars. La plupart des témoignages concernent des internats catholiques. Les plaintes ont été adressées à la commission consultative épiscopale Aide et Droit, instaurée en 1995 par l’Église catholique des Pays-Bas pour venir en aide aux victimes d’abus sexuels commis par des prêtres et religieux.
L’enquête indépendante, qui a été confiée à l’ancien ministre de l’éducation Wim Deetman, doit débuter en avril 2010. Fin août 2010, la Commission consultative épiscopale annonce avoir reçu, depuis mars 2010, neuf cents signalements d'abus supposés commis par des membres du clergé depuis 1945. En décembre 2010, Wim Deetman donne les résultats de l'enquête : 1 975 personnes se sont déclarées victimes d'abus sexuels et de mauvais traitements. Ces témoignages doivent encore être étudiés et vérifiés par la commission chargée de l'enquête. Les faits se sont essentiellement produits dans des établissements éducatifs, comme des internats et des écoles accueillant des enfants de familles pauvres. Ces institutions étaient nombreuses dans le pays entre 1945 et les années soixante-dix. L'Église est invitée à indemniser les victimes et à prendre des sanctions contre les auteurs dont 800 auteurs présumés ont pu être identifiés. En septembre 2018, le quotidien de référence NRC dévoile que « vingt des trente-neuf cardinaux, évêques et évêques auxiliaires néerlandais ont été impliqués dans des affaires d’abus dans l’Eglise catholique entre 1945 et 2010 »; les cas sont tous prescrits.

#### Pologne
- Le pape François destitue en 2013 le nonce en République dominicaine, le Polonais Józef Wesołowski, qui accusé d'abus sexuels sur mineurs décède la veille de son procès en 2015[29].
- Le prêtre Henryk Jankowski, mort en 2010, est accusé à partir de 2018 d'agressions qui auraient commencé à la fin des années 1960[112]. Le rapport de la fondation polonaise de victimes de prêtres pédophiles N’ayez pas peur, est rendu public et nomme vingt-quatre hiérarques polonais qui auraient couvert des prêtres pédophiles[112]. La statue d'Henryk Jankowski est renversée le jour même de l’ouverture de la conférence sur la pédophilie au sein de l’Église[112]. Peu après, la conférence épiscopale polonaise publie rapport sur la pédophilie dans l’Église en Pologne, qui ne convainc les associations et l’opinion publique ni sur le fond ni dans la forme[113].
- En aout 2021, l'évêque Marian Gołębiewski est sanctionné, par le Vatican, pour avoir couvert des agressions sexuelles sur mineurs de 1996 à 2013[114].

#### Portugal
En 2022, une commission indépendante, créée à l’initiative de l’Église portugaise, s’attache à établir un rapport concernant les violences sexuelles sur les « mineurs et les adultes vulnérables » au sein de l'Église catholique portugaise. Les victimes potentielles sont estimées au nombre de 424, puis au minimum 4 815 victimes depuis 1950 selon le rapport final rendu le 13 février 2023.
José Ornelas Carvalho est mis en cause dans des affaires d'abus sexuels de prêtres portugais, datant de 2011 et 2014. Ces affaires concernent des prêtres agresseurs au Mozambique et un prêtre violent au Portugal. Il déclare n'avoir rien à se reprocher mais indique que « ces types de cas sont traités différemment maintenant »,.

#### Royaume-Uni
Au Royaume-Uni, 21 membres du clergé sont condamnés entre 1995 et 1999.

#### Suisse
Entre les années 2010 et 2017, 311 personnes victimes d’abus sexuels dans un contexte ecclésial se sont déclarées aux commissions ecclésiales. Les faits relatés remontent jusqu'en 1950. Pour les années 2018, 2019 et 2020, 11 dénonciations portent sur des cas actuels qui se sont déroulés après 2000 et 76 sont des cas prescrits. En 2022, ce chiffre est de 380 abus sur mineurs dont 40 durant les dix dernières années.
En 2022, l'Église catholique Suisse mandate une équipe de six chercheurs indépendants pour établir un rapport sur les abus sexuels commis au XXe siècle en son sein.

#### Vatican
L'affaire Gabriele Martinelli concerne les prêtres italiens Gabriele Martinelli et Enrico Radice. Gabriele Martinelli est accusé d'agressions sexuelles qui auraient eu lieu dans le séminaire Pie-X au sein du Vatican et Enrico Radice est accusé de complicité. Le 6 octobre 2021, le tribunal du Vatican acquitte les deux prêtres en estimant les preuves insuffisantes, tout en complétant que les potentiels crimes étaient prescrits.

### Océanie

#### Australie
Le rapport final, de la Royal Commission into Institutional Responses to Child Sexual Abuse (en) indique que sept pour cent des religieux catholiques australiens ont fait l'objet d'accusations d'abus sexuels sur des enfants entre 1950 et 2010 sans que les soupçons ne débouchent sur des investigations.

#### Nouvelle-Zélande
En 2022, l'Église catholique de Nouvelle-Zélande révèle que 14 % de son clergé est accusé d'agressions sexuelles depuis 1950. Sur les 1 680 plaintes mises à jour par un rapport, 1 350 concernent des enfants et 164 des adultes, pour les 167 autres l'âge n'est pas précisé. Le cardinal John Atcherley Dew qualifie ces chiffres d'« effrayants ».

## Conséquences des abus commis par des prêtres

### Conséquences psychologiques
Les personnes abusées sexuellement par un prêtre présentent les mêmes symptômes que d’autres victimes, mais à un degré plus élevé. Elles éprouvent de la douleur, de la colère, un grand désarroi, des problèmes de dissociation et de dépression, des difficultés dans leurs relations sexuelles, et des perturbations du sommeil. D’après une étude réalisée en 2002 par M. J. Bland, elles ont, de façon générale, un score plus élevé sur l’échelle indicielle d’impact traumatique lié aux abus et sur la liste du nombre de symptômes présents à la suite du traumatisme subi. D'après A. W. R. Sipe, auteur d'études sur les abus commis par des prêtres, les effets de ceux-ci sur les victimes varient, mais leurs impacts sont durables et peuvent se traduire notamment, par des problèmes de dépersonnalisation sexuelle, de dépression, et de suicide.

### Conséquences sur la vie spirituelle
À ces souffrances psychologiques des victimes s’ajoutent des difficultés dans leur vie spirituelle. Pour Thomas Doyle, prêtre spécialisé dans le suivi des victimes, « Quelqu’un qui est sexuellement abusé par un prêtre, surtout si cette personne est un catholique pratiquant, vit une sorte de déchirement de l'âme. Ce n’est pas seulement un abus sexuel mais aussi un abus spirituel qu’elles subissent ». Cette impression semble être confirmée par différentes études. Ainsi pour Bland (2002), les victimes ont le sentiment que Dieu les a traitées injustement. Pour Fater et Mullaney (2000) elles vivent dans une grande colère, dirigée à la fois contre elles-mêmes et vers l’extérieur. Elles connaissent aussi une détresse spirituelle qui s’infiltre dans chaque aspect de leur vie.
Mac Laughlin (1994) observe que les personnes abusées prennent leurs distances par rapport à l’Église, dans la crainte d’être à nouveau victimes d’abus. Les traumatismes subis affectent clairement, chez les victimes, la fréquentation et la participation à la vie ecclésiale. Concernant la relation personnelle des victimes avec Dieu, les résultats sont moins évidents. C’est ce qui apparaît aussi dans une étude de Rossetti (1995), qui semble indiquer une diminution de la confiance en Dieu chez les femmes alors qu’elle se maintient chez les hommes victimes d’abus. En corrélation, il apparaît que dans l'Église quelque 80 % des victimes sont des garçons, alors que dans la société, 75 % des victimes sont des filles,.

### Effet des thérapies pour les victimes
Les thérapies peuvent aider ces personnes, mais elles seront d’autant plus longues que les abus ont été répétés et ont été commis par un proche. La guérison passe aussi par un travail de mise au jour, à l’aide d’un spécialiste, des torts subis. Ce travail de vérité peut aboutir au dépôt d’une plainte. Celle-ci permet parfois de découvrir que l’on n'est pas la seule victime et aide à affronter le regard des autres. Cette démarche peut permettre aussi d’arrêter l’action de l’abuseur et de limiter ainsi le nombre de victimes. Pour Jacques Arènes, psychologue, « porter plainte peut être le déclic d’une reprise en main : pour moi, je n’ai rien pu faire, mais je peux aider les autres ».
Pour Thomas P. Doyle, il est essentiel que les victimes puissent rencontrer les évêques. Elles ont besoin de compréhension et de compassion. Le fait qu’elles n’aient parfois pas été entendues, que leurs plaintes n’aient pas suffisamment été prises au sérieux, que l’on ait pu les taxer d’exagérations, a augmenté leur sentiment de désarroi. De plus, ces dialogues avec les victimes peuvent aider les responsables ecclésiaux à mieux comprendre la gravité des torts subis et la nécessité d’y remédier.

### Rapport de la Commission nationale de révision aux États-Unis
Le 21 mai 2010, la Commission nationale de révision de la conférence épiscopale des États-Unis rend public un communiqué sur son travail auprès des victimes d’abus sexuels commis par des membres du clergé. Leurs principales conclusions recoupent celles observées dans d'autres études. D’après ce communiqué, une des principales difficultés des victimes est d’arriver à parler et à témoigner de ce qu’elles ont vécu. « Si l’histoire de chacun est différente, toutes ont en commun le sentiment d’une confiance violée » souligne la présidente de la commission. Ce sentiment peut se traduire ensuite par une méfiance vis-à-vis des personnes qu’elles rencontrent, et aussi par la perte de la foi en Dieu. Le souhait que de tels abus ne se reproduisent plus, dans l’Église, contre des enfants, est au cœur des préoccupations de plusieurs d’entre elles. Les membres de la commission notent que des thérapies appropriées, et le soutien de leurs proches, peuvent aider efficacement les personnes blessées par ces abus.

### Conséquences dans la communauté ecclésiale
La première réaction de la plupart des paroissiens, lorsqu’ils apprennent l’inculpation d’un prêtre ayant commis des abus est souvent l’incrédulité. Pour Thomas P. Doyle, lors de la révélation, en 2002-2004, des affaires d’abus sexuels concernant les 50 années précédentes, beaucoup de fidèles catholiques n’ont pas admis combien ces affaires étaient sérieuses. Les mêmes réactions semblent aussi s’être parfois produites en France, notamment lors de la condamnation du père P. André Montrichard, en octobre 2000.
Une étude de Nason-Clark (1998), s’est penchée sur les réactions de 24 femmes catholiques à la suite de la révélation, à la fin des années 1980, d’affaires d’abus sexuels dans l’orphelinat catholique de Newfoundland, au Canada. Toutes se souvenaient de l’endroit où elles étaient lorsqu’elles avaient appris l’existence de ces abus, signe que la nouvelle les a marquées. Elles n’ont d’abord pas cru dans l’authenticité des faits. Plus tard, une fois les faits reconnus, elles ont réagi, pour la plupart d’entre elles, avec colère. Celle-ci était dirigée contre les prêtres coupables, l’évêque, d’autres prêtres catholiques, la hiérarchie de l’Église et parfois même contre les catholiques vivant dans les paroisses où les prêtres exerçaient leurs ministères. Elles éprouvaient un sentiment de trahison et de culpabilité, qui a ensuite changé leur relation avec l’Église. Quatre ans après l’interview, certaines étaient revenues au sein de l’Église, alors que d’autres s’en tenaient éloignées. Une enquête de Rossetti (1997), menée dans plusieurs groupes de fidèles catholiques, indique aussi un déclin de la confiance dans l’Église et le sacerdoce à la suite d'affaires d’abus sexuels dans leurs paroisses ou leurs diocèses.
En Allemagne, à la suite des révélations, en mai 2010, d'abus sexuels commis dans les années 1960-80, on constate un mouvement de défiance vis-à-vis de l'institution. Ainsi, le nombre de personnes qui demandent à être rayées des listes fiscales des paroisses, de façon à ne plus payer l’impôt d’Église, est en augmentation dans les diocèses touchés par les scandales,.

## Études et statistiques

### Rapports d'enquêtes
Plusieurs rapports ont été publiés, qui donnent des indications sur la proportion de prêtres et religieux impliqués.
- L'étude de l'archidiocèse catholique de Chicago, faite au début des années 1990, et portant sur les 40 années précédentes[143].
- Le John Jay report[144], une étude indépendante du John Jay College of Criminal Justice (New York), commandée en 2002 et rendue publique en 2004 par l'Église catholique américaine. Cette vaste enquête concerne les abus sexuels perpétrés par des prêtres catholiques, aux États-Unis, entre 1950 et 2002[7] ,[6].
- Le Rapport Ryan, de la commission présidée par le juge Seán Ryan (Irish judge) (en) (Commission to Inquire into Child Abuse) publié en mai 2009, qui traite des sévices commis, depuis les années 1940, à l'encontre de mineurs dans des institutions religieuses irlandaises[95].
- Le Murphy Report (en)[94], de la commission présidée par la juge Yvonne Murphy (Commission of Investigation into Catholic Archdiocese of Dublin), sur les abus sexuels commis par des prêtres dans l'Archidiocèse de Dublin entre 1975 et 2004[95],[96].
- Le Rapport Adriaenssens, de la Commission pour le traitement des plaintes pour abus sexuels dans une relation pastorale. Cette commission, instaurée en l'an 2000, en Belgique, par l'Église catholique a surtout recueilli de nombreux témoignages entre avril et juin 2010. Son travail, fait dans l'urgence et stoppé par des perquisitions en juin 2010[145], donne toutefois des indications importantes sur les abus commis dans les années 1950 à 1980. 484 témoignages ont été enregistrés[146],[147].
- Le Rapport Final[125], de la Royal Commission into Institutional Responses to Child Sexual Abuse. Cette commission a été instaurée en 2013 par le gouvernement australien, et elle a publié son rapport final le 15 décembre 2017. Son champ d'étude concerne les cas d'abus sexuel commis sur des mineurs par toutes les institutions sur le territoire australien. Le Volume 16 du rapport final concerne les institutions religieuses[148]. Le livre 2 du Volume 16 concerne l'Église Catholique[149].
- En France, la Commission indépendante sur les abus sexuels dans l'Église (Ciase) dévoile les dernières estimations des cas d'abus sexuel touchant les milieux catholiques. Entre juin 2019 à fin octobre 2020, plus de 10 000 victimes d'abus sexuels depuis 1950 sont recensées à la suite de l'appel à témoignage. 87 % des faits rapportés sont des abus commis sur des mineurs et « La majeure partie des faits qui nous ont été signalés se sont déroulés dans les années 1950 et 1960 »[150].

### Proportion par rapport au nombre total de prêtres
L’étude de l’Archidiocèse catholique de Chicago concerne tous les prêtres ayant servi dans le diocèse entre le début des années 1950 et le début des années 1990. Sur 2200 prêtres, 40 d'entre eux, soit 1,8 %, ont probablement commis des abus envers des mineurs. Parmi eux un seul avait commis des actes de pédophilie. Le plus souvent, les abus avaient été commis contre des adolescents de 16 à 17 ans.
D’après le John Jay report, 4 392 prêtres ont été accusés d'actes d'abus sexuels, entre 1950 et 2002 aux États-Unis. Cela représente plus de 4 % des 109 694 prêtres ayant servi pendant cette période. Peu élevé dans les années 1950, le nombre de cas connus a augmenté dans les années 1960, atteint un pic à la fin des années 1970, diminué dans les années 1980 pour retrouver, dans les années 1990, le même niveau que dans les années 1950,. Parmi les victimes, dont 81 % sont des garçons, 3,6 % avaient moins de sept ans, 29 % avaient entre sept et onze ans, 67,4 % avaient entre douze et dix-sept ans. L'âge pris en compte dans les statistiques lors des abus répétés, était celui du mineur lors du premier abus. D'après le rapport, publié en 2004, il y avait 10 667 cas d'abus sexuels déclarés. Le nombre réel est sans doute plus élevé, toutes les victimes n'ayant pas forcément témoigné. En 2005, le nombre de cas rapportés, pour cette période de 1950 à 2002, était passé à 13 000 victimes d'abus commis par plus de 5 000 prêtres. Sur les 10 667 cas déclarés, à peu près 3 000 n'ont pas fait l'objet d'enquête, le prêtre concerné étant décédé avant qu'une plainte ne soit déposée contre lui. Parmi les 7 700 plaintes restantes, les diocèses ont trouvé matière à donner suite dans 6 700 cas, tandis qu'ils ont déclaré 1 000 autres sans fondements.

### Comparaison avec d'autres organisations

#### Dans la société prise dans son ensemble
La majorité des crimes pédophiles commis dans la société sont liés à l'inceste et ont pour auteurs des membres de la famille de l'enfant ou des proches. Ainsi, un rapport publié en 2008 par le Réseau irlandais de crise sur les viols (RCNI), relève que 50,8 % des agresseurs sont des parents, 34 % des voisins et amis et 3,4 % des figures d'autorité (prêtre, instituteur…).
Le rapport John Jay (États-Unis, 2004) relève les manquements des responsables ecclésiaux, qui n'ont pris conscience que tardivement de la gravité du problème. Il appelle aussi les journalistes et la population américaine à réaliser qu'il s'agit d'un problème national : « Les enfants américains souffrent et personne ne prête attention à eux. Personne ne veut parler de ce problème. » Le John Jay report note que, dans la période allant de 1992 à 2000, il y a eu, chaque année, entre 89 355 et 149 800 cas d'abus sexuels dans l'ensemble de la société américaine.
Ce rapport détermine également que, de 1950 à 2002, 10 667 personnes ont rapporté une agression sexuelle sur enfant. Les diocèses ont pu identifier 6 700 accusations envers 4 392 membres du clergé sur la période aux États-Unis, représentant environ 4 % de l'ensemble des 109 694 prêtres et diacres en activité dans le pays durant cette période.
Concernant l'évolution sur le long terme, d'après le John Jay report, les abus commis par des prêtres, ont diminué à partir du début des années 1980 et ceux dans l'ensemble de la société américaine à partir de 1992.

#### Dans d'autres Églises
Le professeur Philip Jenkins (en), auteur de Pedophiles and Priests: Anatomy of a Contemporary Crisis déclare en 2002 : « Mes recherches de cas ces 20 dernières années ne donnent aucune preuve que le clergé catholique et les autres clergés ayant pour discipline le célibat soient plus susceptibles d'être impliqués dans des inconduites ou des abus que le clergé d'autres confessions, ou même que des personnes n'appartenant pas au clergé,. » Le même constat est fait par Thomas G. Plante (en), professeur de psychologie à l'Université de Santa Clara et auteur d'ouvrages sur les abus sexuels commis dans l'Église catholique ,.

#### Dans l'enseignement
Il y a encore très peu d'études permettant des comparaisons généralisées avec d'autres organisations publiques ou privées ayant une mission éducative,.
On dispose toutefois de plusieurs enquêtes sur le milieu éducatif américain. D'après une étude menée en 1994 à New York, déplacer d'une école à l'autre les professeurs coupables d'abus sexuels est un procédé courant. En 2002, le Department of Education a mené une étude sur les abus sexuels dans le système éducatif américain. D'après celle-ci, 6 à 10 % de tous les élèves inscrits dans les Public-School seraient victimes d'abus sexuels pendant leurs scolarité. En 2005, une étude nationale de l'Associated press investigation portant sur la période de 2001 à 2005 conclut, d'après un article du Washington Post, que les enseignants et éducateurs coupables d'abus sexuels sont rarement inquiétés. La plupart des cas d'abus ne sont pas signalés et, quand ils le sont, c'est souvent pour être classés sans suite. D'après les auteurs, les écoles, la justice, les États et le gouvernement fédéral réunis n'ont pas encore trouvé de solution efficace pour éloigner les abuseurs du système scolaire,.
En France, le problème des abus sur mineurs commis à l'école ou dans les familles est un sujet qui est longtemps resté tabou,. Une circulaire sur les violences sexuelles, diffusée par le ministère de l'Éducation nationale le 4 septembre 1997, a permis de commencer à rompre avec ce climat de silence. Ce document rappelait au personnel enseignant l'obligation légale de dénoncer les cas d'abus sexuels dont il avait connaissance. Dans les quatre mois qui ont suivi, plus de 345 cas ont été signalés. Ces abus concernaient des professeurs et surtout des familles (inceste et maltraitance). Auparavant, les affaires concernant les éducateurs étaient souvent traitées en interne et se traduisaient par des blâmes ou des mutations,.

##### Dans la santé
La question des soignants agresseurs sexuels se présente de manière différente. Aux États-Unis, entre 1981 et 1996, 761 médecins ont connu des sanctions disciplinaires pour des agressions sexuelles commises dans l'exercice de leur fonction. Chaque année ce nombre croît régulièrement (42 en 1989 et 147 en 1996). En 1997, 216 furent rayés de leur instance ordinale. Les situations infractantes couvrent tout le spectre des agressions sexuelles (rapports sexuels génitaux, viols, attouchements et demandes de faveurs sexuelles). Les spécialités les plus exposées étant les psychiatres, les pédo-psychiatres, les obstétriciens et les gynécologues mais aussi les médecins généralistes (Dehlendorf et Wolfe, 1998). Une étude déjà ancienne entreprise à l'échelle des États-Unis indiquait que 6,4 % des psychiatres américains reconnaissaient avoir eu des contacts sexuels avec leur patients (deux fois plus pour les praticiens masculins que pour ceux féminins). Sur l'ensemble des réponses à cette enquête nationale, 1,6 % des praticiens reconnaissaient avoir eux-mêmes eu des contacts suscités par leur thérapeute (Gartrell et col., 1986). Les psychothérapeutes sont aussi des pourvoyeurs d'agressions sexuelles. L'étude allemande révèle qu'il faut compter de 5 à 24 nouveaux cas annuels pour 1 000 thérapeutes. (Bachman et Ziemert, 1995). Là encore, il semble que ces données sous-estiment la réalité des agressions (Mc Phedran, 1996).

## Observations du Comité des droits de l’enfant en 2014
Le Comité des droits de l’enfant est un organe des Nations unies composé de 18 experts indépendants, chargé de vérifier l’application de la Convention Internationale des Droits de l'Enfant, laquelle vise à protéger les droits des mineurs de 18 ans. Le statut du Vatican à l'ONU est assez particulier : l'État du Vatican (territoire et institutions) est représenté par le Saint Siège (pape et gouvernement pontifical), qui a statut d'État non membre ayant mission d'observation permanente. Le Saint-Siège a qualité à ratifier Conventions et Traités, et à ce titre a ratifié la Convention Internationale des Droits de l'Enfant. Le Saint Siège s'engage ainsi à mettre en œuvre cette Convention non seulement sur le territoire du Vatican, mais aussi, en tant que pouvoir suprême de l'Église catholique, à travers les individus et les institutions placées sous son autorité.
Le Comité des Droits de l’Enfant rend des rapports périodiques. Le 5 février 2014, ses conclusions sur le Saint Siège étaient publiées, et comprenaient entre autres une section intitulée « Exploitation et abus sexuels ».
Voici les points qui y étaient soulevés au § 43 : 
« Le Comité exprime sa plus profonde préoccupation à propos des abus sexuels envers des enfants commis par des membres d'églises catholiques qui officiaient sous l'autorité du Saint Siège, dont des clercs ayant été impliqués dans des abus sexuels concernant des dizaines de milliers d'enfants dans le monde. Le Comité est gravement préoccupé par le fait que le Saint Siège n'ait pas reconnu l'étendue des crimes commis, n'ait pas pris les mesures nécessaires pour prendre en compte les cas d'abus sexuel sur enfants et pour protéger les enfants, et ait adopté des politiques et des pratiques qui ont mené à la persistance de ces abus et à l'impunité des auteurs. Le Comité est particulièrement préoccupé par les faits suivants :

 a) Des auteurs bien connus d'abus sexuels sur enfants ont été transférés de paroisse en paroisse ou dans d'autres pays dans le but de couvrir ces crimes, une pratique documentée par de nombreuses commissions nationales d'enquête. Cette pratique de mobilité des auteurs d'infraction, qui a permis à de nombreux prêtres de rester en contact avec des enfants et de continuer à abuser d'eux, met encore des enfants dans de nombreux pays en situation de risque élevé d'abus sexuel, étant donné que des dizaines d'auteurs d'abus sont signalés comme étant encore en contact avec des enfants.

 b) Bien que le Saint-Siège ait établi en 1962 sa pleine compétence concernant les cas d'abus sexuel d'enfants, et les ait placés en 2001 sous la compétence exclusive de la Congrégation pour la Doctrine de la Foi, il a refusé de fournir au Comité les données sur tous les cas d'abus sexuels sur enfants portés à son attention durant la période examinée, et l'issue des procédures internes portant sur ces cas.

 c) Les abus sexuels sur enfants, lorsqu'ils ont été pris en compte, ont été traités en tant que graves délits contre la morale, à travers des procédures confidentielles conduisant à des mesures disciplinaires ayant permis à la grande majorité des auteurs d'abus, et à presque tous ceux qui avaient caché des abus sexuels, d'échapper aux procédures judiciaires des États où ces abus avaient été commis ;

 d) En raison d'un code du silence imposé à tous les membres du clergé sous peine d'excommunication, les cas d'abus sexuel sur enfants n'ont guère été rapportés aux autorités chargées de l'application de la loi dans les pays où ces crimes ont eu lieu. Au contraire, des cas de religieuses et de prêtres rejetés, rétrogradés ou renvoyés pour n'avoir pas respecté l'obligation de silence ont été rapportés au Comité, ainsi que des cas de prêtres ayant été félicités pour avoir refusé de dénoncer des abuseurs d'enfants, comme illustré dans la lettre adressée par le Cardinal Castrillon Hojos à l'évêque Pierre Pican en 2001 ;

 e) Non seulement le signalement aux autorités nationales chargées de l'application de la loi n'a jamais été rendu obligatoire, mais il a été explicitement rejeté dans une lettre officielle adressée aux membres de la Conférence des évêques catholiques irlandais par l'évêque Moreno et le Nonce apostolique Storero en 1997. Dans de nombreuses affaires, les autorités ecclésiastiques, y compris aux plus hauts niveaux du Saint-Siège, ont fait montre de réticence, et dans certains cas ont refusé de coopérer avec les autorités judiciaires et les commissions nationales d'enquête.

 f) Des efforts restreints ont été faits pour permettre aux enfants enrôlés dans les écoles et les institutions catholiques de se protéger contre les abus sexuels. »
— Comité des droits de l'enfant
En réponse à ce rapport, le père Federico Lombardi, directeur de la Salle de presse du Saint-Siège, avait rédigé une note où il affirmait que les membres du Comité « n’ont pas tenu compte de manière adéquate des réponses, écrites comme orales, données par les représentants du Saint-Siège », se demandait si le rapport « n’a pas été pratiquement déjà écrit ou nettement mis en forme avant l’audition », et concluait « les observations du Comité dans divers domaines semblent aller au-delà de ses compétences ».
Le Saint-Siège refuse au Comité pour les droits de l’enfant de l’ONU de répondre à un questionnaire précis concernant les dossiers de pédophilie dont la Congrégation a connaissance arguant que cette vaste enquête ecclésiastique devait être tenue secrète.

## Couverture médiatique

### En 2002, aux États-Unis
Aux États-Unis, plusieurs voix se sont fait entendre pour critiquer la focalisation quasi exclusive des médias sur les affaires d'abus commis par des membres du clergé catholique. Ils relèvent que des phénomènes d'ampleur égale, voire supérieure, dans d'autres groupes religieux ou institutions publiques ont été ignorés ou traités avec beaucoup de discrétion dans les médias. Leur silence est ainsi critiqué dans les affaires visant l'institution scolaire,. C'est notamment l'avis de Charol Shakeshaft, auteur en 2004 d'un rapport de synthèse pour le département américain d'éducation, sur les abus sexuels commis en milieux éducatifs aux États-Unis ,. Le journaliste Tom Hoopes a noté que, dans le premier semestre 2002, les 61 plus grands journaux californiens avaient consacré près de 2 000 articles aux cas d'abus sexuels commis dans l'Église catholique, la plupart de ceux-ci s'étant produits dans le passé. Dans le même temps, ces journaux ont écrit quatre articles sur les découvertes du gouvernement fédéral de cas pourtant bien plus nombreux, et plus actuels, d'abus sexuels dans les Public schools.
Le professeur Philip Jenkins (en), de l'Université de Pennsylvanie relève également un grand biais médiatique au détriment de l'Église catholique, par comparaison avec d'autres religions. Pour lui, la couverture médiatique de ces affaires a montré « une violente résurgence de la rhétorique anti-catholique ».

### En 2010
Dès février 2010, les révélations des affaires ayant eu lieu en Irlande, en Belgique, en Allemagne et dans d'autres pays d'Europe font l'objet de nombreux articles dans la presse européenne. Des comptes rendus médiatiques sont parfois remis en cause pour leurs présentations anachroniques des faits. Des événements qui se sont produits il y a des décennies sont parfois présentés comme s'ils s'étaient passés récemment. En France, le cardinal Vingt-Trois déplore ainsi une pratique consistant à « ressortir des faits anciens et connus depuis longtemps comme des révélations nouvelles ».
Mi-mars 2010, le journal La Croix met toutefois en garde contre une théorie du complot qui expliquerait que tant d'affaires sortent aujourd'hui dans la presse : « ces révélations sont l’aboutissement du travail mené depuis plusieurs années par les associations de victimes auprès de la justice de leurs pays. » Le journal rappelle aussi que Benoît XVI, en encourageant une politique de transparence et de « tolérance zéro », a favorisé cette prise de parole.
Début avril, la presse francophone constate, de la part de l'Église un sentiment d'injustice face à l'ampleur et à la teneur de la couverture médiatique,. Elle fait également le point sur la communication du Saint-Siège et de la blogosphère, notant, par exemple, que les prêtres catholiques ressentent ou subissent un climat de suspicion à leur encontre. Les journaux se font aussi l'écho d'une lettre signée par 70 intellectuels catholiques français, invitant « les médias à une éthique de responsabilité à travers un traitement plus déontologique de ces cas », et estimant que « de raccourcis en généralisations, le portrait de L'Église qui est fait dans la presse actuellement ne correspond pas à ce que vivent les chrétiens catholiques »,.

## Analyse des causes

### Associations s'occupant d'un public jeune
Les pédophiles sont particulièrement attirés par les institutions s'occupant de jeunes et d'enfants,,. Il peut s'agir d'institutions à caractère éducatif, d'associations sportives, de centres aérés, d'associations organisant des camps de jeunes, de services sociaux,… Les mêmes difficultés peuvent se poser dans des professions, comme la magistrature chargée de la protection des mineurs, ou bien encore la médecine. L'Église ayant de nombreuses activités pour la jeunesse, les personnes pédophiles peuvent, pour cette raison, tenter de devenir prêtres. La première solution pour lutter contre la pédophilie dans l'Église consiste donc à être particulièrement attentif aux conditions de discernement d'accès à la prêtrise.

### Sentiment d'immunité lié à l'exercice de l'autorité
Les pédophiles sont souvent attirés par les fonctions leur donnant un pouvoir reconnu, a fortiori quand celui-ci s'exerce sur les enfants. L'autorité liée à l'exercice du ministère sacerdotal a ainsi pu donner aux abuseurs le sentiment qu'ils bénéficieraient, en tant que prêtres, d'une certaine immunité. À propos des cas commis en Irlande dans la seconde moitié du XXe siècle, Benoît XVI retient, parmi les facteurs qui ont contribué aux abus, « une tendance dans la société à favoriser le clergé et d'autres figures d'autorité ». En juin 2010, dans une lettre pastorale où ils reconnaissent leur responsabilité, les évêques belges estiment également que la question des abus dans l'Église est liée au mode d'exercice de l'autorité.
D'après Frédéric Lenoir, historien des religions, la parole des prêtres soupçonnés avait, a priori, plus de poids que celles des mineurs. Les mêmes difficultés se posent, par exemple, dans le corps diplomatique, où des pédophiles ont pu passer à l'acte parce qu'ils pensaient qu'ils seraient moins rapidement dénoncés.

### Jugements erronés des évêques
Le rapport Murphy et le rapport Ryan en Irlande, le John Jay report aux États-Unis, ont mis en exergue la trop grande clémence des évêques et des supérieurs d'ordres religieux envers les prêtres et religieux coupables d'abus sexuels,. Le fait que des prêtres n'aient pas été dénoncés rapidement, ou qu'ils aient été parfois maintenus dans des fonctions où ils étaient à proximité des enfants a contribué à augmenter le nombre de cas,. En 2001, le cardinal Darío Castrillón Hoyos, préfet de la congrégation pour le clergé, estimait qu'un évêque n'avait pas à dénoncer aux autorités civiles un prêtre de son diocèse. Il justifiait cet avis par la relation sacramentelle et les liens de paternité spirituelle unissant les prêtres à leurs évêques,. Scicluna, membre de la congrégation pour la doctrine de la foi relève aussi cette difficulté, en comparant les évêques à des parents contraints de dénoncer leur fils. Ces réticences et cet esprit de corps se sont maintenus au détriment des victimes. Le cardinal Christoph Schönborn a ainsi déploré que « malheureusement dans l'Église, par le passé, les auteurs des faits (aient) été à tort souvent plus protégés que les victimes ». Plusieurs évêques ont ainsi protégé leurs prêtres sans manifester de vrai souci pastoral pour les fidèles victimes d'abus,. Nombre d'entre eux n'ont pas pris le temps de rencontrer et d'écouter les victimes.
Benoît XVI, dans une Lettre aux catholiques d'Irlande, observe que des évêques « ont manqué, parfois gravement, dans l'application des normes du droit canonique codifiées depuis longtemps en ce qui concerne les crimes d'abus sur les enfants. (…) il faut admettre que de graves erreurs de jugement furent commises et que des manquements dans le gouvernement ont eu lieu ». Une des raisons de ces manquements est, d'après le pape, « une préoccupation déplacée pour la réputation de l'Église » et une volonté « d'éviter les scandales »,.

### Négligence du problème de la pédophilie
Ces erreurs de jugement sont aussi liés à une méconnaissance de la pédophilie, dans l'Église, et dans la société, où ce sujet a longtemps été négligé,,,. Le cardinal Roger Mahony, de l'archidiocèse de Los Angeles, déclarait, en février 2009 : « Nous avons dit à plusieurs reprises que (…) notre compréhension de ce problème et la façon dont il est traité ont évolué aujourd'hui ; il y a des années, des décennies, les gens ne mesuraient pas combien ce problème était grave. Aussi, plutôt que de démettre directement et complètement les personnes de leurs ministères, on les changeait de poste. »
,. Dans le cadre de l'affaire Paul-André Harvey et diocèse de Chicoutimi au Canada, Thomas Patrick Doyle, intervenant comme expert à la demande des avocats des victimes, indique : « Transférer un prêtre presque tous les ans est très inhabituel… quand ce prêtre est normal. C’est toutefois assez fréquent quand le prêtre a des problèmes ». Thomas Doyle a constaté des milliers de cas de déplacement similaires à l'affaire Paul-André Harvey : « On se débarrasse du problème en l’envoyant ailleurs ».
Le procédé consistant à déplacer les coupables plutôt que de les dénoncer avait cours aussi dans d'autres institutions, comme l'éducation nationale,.
Bien que les abus sur mineurs soient condamnés par la loi, la prise de conscience générale de la gravité de ces actes, et du droit des victimes à être particulièrement écoutées et protégées, n'ont eu lieu que dans un passé récent,,,,, et de façon encore incomplète. La perception de la pédophilie, dans les années 1970, était particulièrement laxiste et confuse pour une partie des élites. En France, les travaux scientifiques concernant les abus sexuels sur les mineurs se sont surtout développés, d'après Caroline More, à partir de 1984, à la suite du Congrès international de Montréal sur l'Enfance maltraitée,,. Mais ce n'est que dans les années 1990 que les tabous et une certaine loi du silence qui protégeaient les coupables ont commencé à être levés.
Cette méconnaissance de la gravité des traumatismes subis par les victimes peut en partie expliquer un manque de rigueur de la part des responsables. Toutefois, sur un plan doctrinal et législatif, les abus commis sur des mineurs étaient bien condamnés par l'Église depuis l'antiquité et ces principes n'étaient pas remis en cause dans le seconde moitié du XXe siècle. Ainsi, lorsqu'en 1985 les Verts allemands, incluent dans leur programme, des propositions visant à abolir les articles de loi sur la majorité sexuelle, les représentants allemands de l'Église catholique sont parmi ceux qui s'opposent le plus farouchement à ces mesures. De plus, le droit canon, propre a l'Église catholique, prévoyait bien, durant cette période, comme à d'autres époques, l'application de sanctions pour les membres du clergé coupables d'abus sexuels,.

### Trop grande confiance dans le succès des thérapies
D'après le John Jay report, près de 40 % des prêtres accusés d'abus sur des mineurs aux États-Unis entre 1950 et 2002 ont suivi une thérapie. En 2004, les évêques américains ont admis que beaucoup parmi eux avaient cru trop vite au succès de celles-ci. Ils ont dit avoir pris conscience, récemment, à travers des avis d'experts, qu'on ne guérit que rarement de la pédophilie ou l'éphébophilie. Et qu'un suivi thérapeutique restait nécessaire pour éviter une rechute. Le John Jay report confirme que la trop grande confiance que les évêques ont eu dans le travail des psychiatres est une des causes du nombre important d'abus. Il pointe aussi l'erreur de plusieurs responsables de centres de traitement thérapeutiques, qui ont fréquemment recommandé aux évêques le retour en paroisse des prêtres après leurs thérapies. Plusieurs centres, d'après ce rapport, ont ainsi promis des résultats mirobolants afin d'augmenter leurs activités et leurs revenus. Certains centres et thérapeutes manifestaient aussi une trop grande complaisance vis-à-vis de la pédophilie.
D'après Thomas G. Plante, auteur d'ouvrages sur les abus commis par des prêtres dans l'Église catholique, la majorité des recherches sur les abus sexuels commis sur des mineurs, n'ont vu le jour qu'à partir du début des années 1980. Jusqu'alors, il paraissait raisonnable de faire suivre une thérapie aux prêtres et de les renvoyer ensuite à leurs ministères.

### Structures éducatives trop répressives
Les institutions fermées, avec un système éducatif autoritaire, peuvent créer un climat propice aux abus commis impunément. L'Église, en prenant en charge une part importante de l'enseignement dans de nombreux pays, a tenu, au XXe siècle, de nombreux établissements de ce type. Des abuseurs sont plus facilement passés à l'acte, de façon répétée, dans ces systèmes clos.
En Allemagne et en Irlande, les abus se sont surtout produits dans les années 1960 à 1980, dans « des instituts religieux fermés, exclusivement masculins, silencieux sur les questions de sexualité et marqués par un climat de répression ». En Irlande, il s'agissait souvent d'internats, de maisons de correction, d'orphelinats, où le personnel usait, souvent impunément, de moyens de correction violents et excessifs. C'est dans ce cadre coercitif que des abus sexuels ont été commis. En Autriche, ce sont essentiellement des institutions catholiques des années 1960-70 qui sont mises en cause, une association de défense des victimes soulignant également des méthodes éducatives violentes. Au Canada, les amérindiens ont subi des actes de violence et des abus sexuels dans des pensionnats catholiques. Aux Pays-Bas, la majorité des plaintes proviennent de personnes étant passées dans leur jeunesse par des internats catholiques. Le fonctionnement des internats des années 1950-60 est aussi remis en cause par le Rapport Adriaenssens en Belgique. Le nombre plus élevé d'abus dans le nord du pays s'expliquant par le plus grand nombre d'internats qui y était tenus par des congrégations religieuses,.
Ce facteur peut, par exemple, expliquer qu'en France il y ait eu moins d'abus, le clergé étant moins impliqué dans ce type d'institutions éducatives.

### Pardon sans responsabilisation
Le pardon reçu lors du sacrement de réconciliation, ou confession, implique que la personne qui a commis une faute en assume la responsabilité et cherche à la réparer. D'après plusieurs observateurs, la culture du pardon, propre à l'Église, a toutefois donné lieu à des dérives dans le cas des abus sexuels. Pour l'historien Philippe Levillain, « l'Église a longtemps pensé que la confession valait absolution et que la rémission des péchés devait suffire à faire cesser les pratiques délictueuses ». Une juriste qui a travaillé sur ces questions avec l’épiscopat français estime que « le clergé a considéré la pédophilie comme une faiblesse passagère, au même titre qu’une liaison avec une femme ou un homme, alors que l’on est là face à un acte criminel ». De même, Stéphane Joulain estime que « la théologie du pardon a parfois joué un rôle dans l'étouffement des affaires de pédophilie, longtemps jugées par le clergé comme un péché ou un égarement passager. La théologie catholique est marquée par la conversion, la résipiscence du délinquant. Des prêtres ont pu dire à des victimes à propos de l'abuseur : « Dieu lui a pardonné, vous finirez bien par lui pardonner aussi ». ».
En réponse à ces dérives, le livret Lutter contre la pédophilie, repères pour les éducateurs, publié en 2002 par les évêques de France, aborde la question du secret professionnel dans l'Église : « Il ne doit pas fonctionner comme un lieu de non-droit ou une échappatoire devant les responsabilités juridiques et morales de chacun. »,.

### Question du célibat
Certains, comme le théologien Hans Küng, ont envisagé que le célibat sacerdotal pouvait être un facteur favorisant la pédophilie ou les abus sexuels sur mineurs,,. D'après Stephane Joulain, prêtre, thérapeute familial et psychanalyste, il n'existe pas de lien de causalité entre le célibat consacré et la pédophilie : « Travaillant ces questions depuis déjà plus de quinze ans, je n'ai jamais rencontré dans la littérature scientifique (la sérieuse) de quoi alimenter la thèse d'Hans Küng ». Selon Stephane Joulain, 96 % des affaires d'abus sexuels et de maltraitance sur mineurs ayant lieu dans le cercle familial de l'enfant, le célibat peut difficilement être considéré comme une cause en soi de la pédophilie. En revanche, en tant que statut social permettant d'avoir une identité sociale non liée au mariage, le célibat consacré a pu attirer des pédophiles vers la prêtrise.
Philip Jenkins (en) et Thomas G. Plante (en), chercheurs américains spécialisés dans les abus sexuels commis par des prêtres et religieux, relèvent que des affaires importantes d'abus sexuels sur mineurs ont aussi été le fait de pasteurs protestants et de responsables d'autres religions, qui, dans la plupart des cas, peuvent se marier,,.

## Responsabilité du Saint-Siège

### Sanctions ecclésiales prévues
Les abus sexuels commis par des clercs sur des mineurs ont été régulièrement condamnés dans les textes législatifs de l'Église. La plus ancienne mention dont on ait connaissance date du concile d'Elvire, en l'an 306. Dans le langage juridique propre au droit canonique, le délit de sollicitatio in confessione (it) (« sollicitation pendant la confession ») fait référence aux abus sexuels commis par des prêtres. Il est établi par des bulles papales envoyées le 18 février 1559 à l'inquisiteur de Grenade, puis reprises et étendues par le pape Pie IV en 1561 à toute la chrétienté, suivies par celles de Grégoire XV en 1622, d'Alexandre VII en 1661 et de Benoît XIV en 1741. Ces bulles autorisent tous les inquisiteurs et les évêques du monde à juger les confesseurs qui profitent du sacrement pour faire des avances sexuelles à leurs pénitents, mineurs ou majeurs. L'Église condamne ainsi sévèrement les actes pédophiles pendant des siècles. Des sanctions sévères ont été décrétées par de nombreux papes pour de tels délits. Ainsi, en 1741, Benoît XIV condamne cet abus dans le document Sacramentum pœnitentiæ,. Le 20 février 1866, une instruction du pape Pie IX complète ce document, tout en imposant l'obligation du secret dans la conduite des procédures. En outre, le Code de droit canon de 1917 condamne explicitement les crimes de sollicitation (canon 2368,1) ainsi que tout abus sexuel sur des mineurs (canon 2359,2),.
En 1962, le Saint-Office envoie secrètement à tous les évêques la lettre Crimen sollicitationis, qui reprend l'essentiel d'un document similaire déjà adressé confidentiellement en 1922 aux évêques,. Crimen sollicitationis donne les dispositions à prendre dans le cas où des prêtres seraient accusés de fautes graves, et notamment d'avoir utilisé le sacrement de pénitence pour faire des avances sexuelles à des pénitents. D'après ce document, tout catholique doit obligatoirement dénoncer aux autorités ecclésiales une telle faute commise par un prêtre. Le prêtre peut alors être jugé par un tribunal ecclésiastique. En cas de faits avérés, il peut être suspendu de la célébration des sacrements ou même être soumis à la dégradation (démis de ses fonctions et réduit à l'état laïc). Tous les cas de pédophilie commis par des prêtres, que ce soit dans le cadre du crime de sollicitation ou dans n'importe quel autre cas, sont aussi condamnés.
Cette lettre n'envisage pas le recours à une juridiction civile. Elle ne l'exclut pas non plus. Une polémique est née du caractère confidentiel de ces procès ecclésiaux. Certains y ont vu une volonté de cacher le scandale au public. D'autres ont relevé que les victimes restaient libres de porter aussi le jugement devant les autorités civiles si elles le désiraient ,,. William Woestman, ancien professeur de droit canon à la Saint Paul University d'Ottawa, et membre du tribunal ecclésiastique de l'archidiocèse de Chicago, a estimé que le strict secret que le document de 1962 imposait pour assurer la conduite de l'instruction a probablement pu être interprété par des responsables ecclésiaux comme les empêchant de notifier aux autorités civiles les accusations d'abus commis par des prêtres. Pour le père Thomas Doyle, canoniste et défenseur de victimes d'abus commis par des clercs, ce document n'a pas été rédigé en vue d'organiser la couverture des cas d'abus sexuels. En revanche, il participe d'une politique plus ancienne de confidentialité sur ces affaires qui s'avèrera de plus en plus préjudiciable pour certaines victimes souhaitant que leurs souffrances soient officiellement reconnues.
Le code de droit canonique de 1983 rappelle, au no 1387, les sanctions prévues en cas d'abus commis par un prêtre. Selon la gravité du délit, les sanctions ecclésiales suivantes sont appliquées : suspense, interdictions, privations, et dans les cas les plus graves, renvoi de l'état clérical. Crimen Sollicitationis reste une référence, dans les procédures ecclésiales, jusqu'en 2001, où ce document sera explicitement remplacé par le Motu Proprio Sacramentorum sanctitatis tutela de Jean-Paul II et la lettre De delictis gravioribus (Les délits les plus graves), envoyée par le cardinal Joseph Ratzinger aux évêques.

### Prise en compte tardive de la situation
Plusieurs observateurs ont relevé que le Saint-Siège avait tardé à réaliser l’ampleur du problème des abus sexuels commis par des prêtres,,. Pour Bernard Lecomte, Jean-Paul II, sans être indifférent, a pu être négligent sur ce problème. De façon générale, l'habitude de traiter ces affaires dans la discrétion, une certaine culture du silence qui prévalait sur ces sujets, n'ont pas favorisé la reconnaissance publique des souffrances subies par les victimes.
Le fait que les dossiers étaient traités, jusqu'en 2001, dans les diocèses, a pu empêcher une prise en compte globale de ce phénomène. Toutefois, des évêques ont aussi envoyé des dossiers à Rome concernant des prêtres ayant commis des abus. Ceux-ci, étudiés par la Congrégation pour la doctrine de la foi, n'ont pas toujours été traitées avec une conscience suffisante de la gravité des faits. Ainsi, la demande, adressée en 1981 à Rome, de perte de l'état clérical du prêtre Stephen Kiesle, coupable de plusieurs abus, n'a été suivie d'effet qu'en 1987, le diocèse étant toutefois compétent pour sanctionner et suspendre ce prêtre et l'affaire ayant déjà été portée devant une juridiction civile. L'étude indépendante du John Jay report estime que la curie romaine n'a pas assez soutenu les évêques américains dans leur volonté, à partir des années 1990, de mettre en place des procédures plus rapides pour décréter la perte de l'état clérical de prêtres accusés d'abus sur des mineurs. D'après le même rapport, à partir des années 2000, la curie a accordé plus d'attention et de moyens à la lutte contre les abus sexuels commis par des prêtres.
Le Saint-Siège a eu aussi à traiter des affaires qui étaient directement de sa compétence, mais ne l'a pas toujours fait avec rigueur. Ainsi, les plaintes déposées en 1998 contre le père Maciel, fondateur des légionnaires du Christ, n'ont peut-être pas été traitées avec suffisamment de moyens et de rapidité,,,, une partie de la curie romaine ayant probablement voulu épargner un scandale public à cette congrégation florissante. Les relations privilégiées de la congrégation avec certains membres influents de la curie lui ont longtemps permis d'éviter une enquête approfondie,. D'après le cardinal Christoph Schönborn, une partie de la curie a également refusé, au début des années 1990, la proposition du cardinal Ratzinger de créer une commission d'enquête sur le cardinal Hans Hermann Groër, pourtant soupçonné d'abus sexuels sur des séminaristes,,. Le cardinal Angelo Sodano, secrétaire d'état du Saint-Siège, semble avoir choisi de minimiser la portée de ces affaires,. En 2001, le cardinal Darío Castrillón Hoyos, préfet de la congrégation pour le clergé, trouvait encore anormal qu'un évêque suive la loi française et dénonce aux autorités civiles un prêtre coupable d'abus, d'autres moyens d'actions devant selon lui être privilégiés,,. Par ailleurs, des médias ont noté qu'un prêtre, le père canadien Bernard Prince, ayant abusé de mineurs entre 1964 et 1984, avait plus tard travaillé de nombreuses années dans l'administration vaticane, ses responsables étant informés de ses agissements passés.
Pour plusieurs vaticanistes, un tournant est cependant pris en 2001, avec le Motu Proprio Sacramentorum sanctitatis tutela de Jean-Paul II et la lettre De delictis gravioribus (Les délits les plus graves), envoyée par le cardinal Ratzinger, imposant aux évêques de faire remonter les dossiers d'abus sexuels à Rome,,. Une plus grande transparence est alors préconisée, la lutte contre les abus sexuels commis par des membres du clergé devenant ensuite une des priorités du pontificat de Benoît XVI, : le pape a ainsi mis fin à la culture du silence, reconnu la responsabilité des évêques, renforcé l'arsenal législatif interne et déposé le père Maciel. Il est également le premier souverain pontife à avoir rencontré des victimes lors de ses voyages. Entre 2004 et 2013, 90 évêques ont été destitués pour avoir couvert ces crimes, 848 prêtres ont été et destitués et 2572 punis. En juillet 2014, le pape François demande officiellement « pardon » pour « le pêché d'omission » commis par « une partie des chefs de l'Église » : c'est la première fois qu'un pape met ainsi en cause la haute hiérarchie de l'Église sur le sujet.

## Mesures prises par l'Église catholique à partir des années 2000

### Dans les diocèses
L'Église a, à plusieurs reprises, condamné les abus sexuels sur les mineurs. Mais quand un prêtre se rendait coupable de tels agissements, ou en était soupçonné, les responsables de l'institution préféraient souvent chercher des solutions en interne, sans en référer systématiquement aux autorités civiles, ou sans suffisamment tenir compte du droit des victimes. C'est ce qu'ont mis au jour les différentes enquêtes réalisées en Irlande (Rapport Murphy et Rapport Ryan) et aux États-Unis (John Jay report),. C'est aussi ce qu'ont reconnu plusieurs évêques irlandais, américains et allemands,. L'archevêque de Munich, Reinhard Marx, a ainsi déclaré : « Il y avait sûrement des tendances, dans le passé, à ne pas entacher l'image de l'institution ».
À la suite de ces scandales, plusieurs conférences épiscopales ont revu, au cours des années 2000, leur façon de procéder. En Australie, aux États-Unis, en Irlande, en Allemagne par exemple, l'Église a demandé pardon aux victimes et s'est engagée à mieux former ses prêtres. Une plus grande transparence est également de mise. Dans l'Église américaine, une seule plainte suffit désormais à suspendre un prêtre. En Irlande, une collaboration totale avec la justice a été instaurée. En France, depuis l'an 2000, le recours systématique à la justice pénale est préconisé,. Dans plusieurs pays, des enquêtes sont menées, à titre préventif, auprès des personnes employées par l'Église qui sont appelées à travailler auprès des enfants.
De plus, depuis 2001, dès qu'un évêque a vérifié la crédibilité des faits reprochés à un prêtre ou un religieux de son diocèse, il doit obligatoirement en référer à la Congrégation pour la doctrine de la Foi à Rome. Celle-ci peut alors se saisir de l'enquête ecclésiastique, ou ordonner à l'évêque de la poursuivre jusqu'à son terme.
Des observateurs ont aussi remarqué des cas d'accusations calomnieuses. Dès les années 1990, aux États-Unis, des problèmes de dénonciations mensongères contre des prêtres, en vue d'obtenir des indemnités, ont été signalés. La tolérance zéro, prônée par exemple par l'Église américaine, doit donc aussi s'accorder avec le respect de la présomption d'innocence.

#### Procédures de signalement
Des diocèses se sont engagés à simplifier les démarches de signalement, mettant au point des vidéos d'information. Le diocèse de Lyon, fortement touché par des condamnations de prêtres pour pédophilie et évêque pour non-dénonciation, a mis en place en 2019 une plate-forme d'information servant d'interface de signalement.

### Colloque scientifique sur la pédophilie
En 2003, un colloque scientifique sur les abus sexuels commis par des prêtres est organisé à Rome. En février 2004 les actes de ce colloque sont publiés (document intitulé Sexual Abuse in the Catholic Church: Scientific and Legal Perspectives). Les scientifiques et psychiatres invités rappellent la gravité des traumatismes subis par les victimes : dépression, développement sexuel anormal, tentatives de suicides. Ils mettent aussi en garde contre une politique trop stricte de tolérance zéro, craignant que les prêtres renvoyés de leur ministère ne soient abandonnés à eux-mêmes dans la société, sans suivi thérapeutique et avec un risque accru de récidive. Tout en saluant les efforts entrepris pour repérer, dès la formation à la prêtrise, les personnes pouvant avoir un comportement déviant, ils notent que cette stratégie ne peut être fiable à 100 %, car il est impossible à un scientifique d'affirmer qu'une personne n'abusera jamais d'un enfant.

### Compétences accrues de la Congrégation pour la doctrine de la foi

#### Motu ProprioSacramentorum sanctitatis tutela
Jusqu'en 2001, les évêques pouvaient traiter les affaires d'abus sur mineurs commis dans l'Église sans en référer à la Curie romaine,. Par le Motu Proprio Sacramentorum sanctitatis tutela, Jean-Paul II décrète que les délits les plus graves commis contre les mœurs, doivent obligatoirement être signalés par les évêques, après enquête préliminaire, à la Congrégation pour la doctrine de la foi. Celle-ci peut alors traiter elle-même le dossier ou ordonner à l'évêque de poursuivre la procédure à travers son propre tribunal,. D'après Scicluna, promoteur de la justice de la Congrégation pour la doctrine de la foi, c'est seulement à partir de 2001, avec ce Motu Proprio, que le « crime pédophile » est redevenu de la compétence exclusive de la Congrégation.
Le 18 mai 2001, la lettre De delictis gravioribus (Les délits les plus graves), envoyée par le cardinal Ratzinger aux évêques, précise la nature des délits dont l'examen est réservé à la Congrégation pour la doctrine de la foi. Il s'agit notamment des délits commis par des clercs contre des mineurs de dix-huit ans. Cette lettre, qui oblige les évêques à faire remonter les dossiers à Rome, rompt avec une tradition du secret sur ces questions,. D'après le père Lombardi, directeur de la salle de presse du Saint-Siège, elle « a été un signal déterminant pour attirer l'attention de l'épiscopat sur la gravité du problème (…). ». Pour le vaticaniste Marco Politi, « ce fut (…) le signe d'un début de changement d'attitude du Vatican sur ces affaires car, auparavant, tout était géré dans les diocèses ». Plusieurs évêques témoignent de l'importance de cette mesure et de l'exigence de la Congrégation pour la doctrine de la foi dans le traitement, désormais centralisé, des dossiers.

#### Activité de la Congrégation entre 2001 et 2010
De 2001 à 2010, d'après Scicluna, la Congrégation pour la doctrine de la foi a traité 3 000 cas d'accusations concernant des prêtres diocésains ou des religieux, pour des crimes commis ces 50 dernières années. Dans 60 % des cas, des mesures disciplinaires ont été prises sans qu'un procès ait lieu. Dans 20 % des cas, un procès a eu lieu dans le diocèse concerné. Enfin, environ 10 % des prêtres ont demandé à être eux-mêmes relevés de leurs devoirs sacerdotaux. Et à peu près 10 %, les cas les plus graves, ont été réduits à l'état laïque par le pape. En 2010, le nombre de cas signalés à la Congrégation pour la doctrine de la foi, était de 250. Le total de prêtres ordonnés dans le monde est de 400 000.
Concernant les recours à la justice civile, les situations varient selon les pays. Dans certains d'entre eux, les évêques sont obligés légalement d'avoir recours à l'autorité judiciaire. Dans d'autres pays, les lois civiles ne leur imposent pas à le faire. Dans ce dernier cas, d'après Scicluna, la Congrégation pour la doctrine de la foi ne force pas les évêques à dénoncer les prêtres aux autorités civiles, mais elle les encourage à inviter les victimes à porter plainte. Elle demande aussi aux évêques de fournir à ces victimes toute l'assistance nécessaire.

#### Nouvelles mesures en 2010
Le 12 avril 2010, le Saint-Siège publie sur son site internet les lignes directrices de la lutte contre la pédophilie au sein de l'Église catholique. Celles-ci incluent la dénonciation systématique des abus à la justice civile et la possibilité, pour le pape, de décréter plus rapidement la perte de l'état clérical pour les prêtres coupables d'actes pédophiles. Ces mesures sont renforcées le 15 juillet 2010 par le Saint-Siège, dans un document intitulé Normes sur les délits les plus graves, qui complète la lettre apostolique en forme de motu proprio Sacramentorum sanctitatis tutelala et la lettre De delictis gravioribus, publiées en 2001. Ces nouvelles règles comprennent des procédures accélérées pour les cas les plus urgents, la désignation de laïcs dans les tribunaux ecclésiastiques, des sanctions contre la pédopornographie. De plus la prescription pour les délits d'abus sexuels passe de 10 ans à 20 ans, avec toujours la possibilité de dérogation au-delà de cette limite,.

#### Création d'une commission spéciale en 2014
Pour améliorer le traitement des dossiers relatifs à cette question, est publié le 11 novembre 2014 un décret pontifical sous forme de rescrit du Cardinal secrétaire d'État Pietro Parolin créant au sein de la congrégation pour la doctrine de la foi une commission spéciale, composée de sept cardinaux et évêques, chargée de la procédure de traitement en appel (la première instance étant traitée au niveau diocésain ou de l'ordre d'appartenance du religieux) des plaintes définies dans l'article 27 du motu proprio Sacramentorum Sanctitatis Tutela, en l’occurrence des cas de prêtres coupables d’actes pédophiles,.

### Déclarations et interventions des papes

#### Jean-PaulII
En avril 2002, au début du scandale des abus sur mineurs perpétrés par des prêtres aux États-Unis, le pape Jean-Paul II a convoqué les cardinaux américains au Vatican. À cette occasion, il a déclaré : « les gens ont besoin de savoir qu’il n’y a pas de place dans la prêtrise ni dans la vie religieuse pour ceux qui font ou feraient du mal aux jeunes gens ». Il ajoute être « profondément peiné » et tient à exprimer sa « solidarité aux victimes des violences sexuelles et à leurs familles où qu’elles soient ». Bernadette Sauvaget de Libération considère que Jean-Paul II « vient d'une dictature communiste où les affaires de sexe sont instrumentalisées par le pouvoir pour piéger des prêtres. Il a cette culture là, il doute parce qu'il a ces souvenirs » et n'a pas fait du problème une de ses priorités.
Selon une enquête journalistique, relayée par la chaine de télévision TVN en mars 2023, le cardinal Karol Wojtyła, futur pape Jean-Paul II, était informé d'abus sexuels sur mineurs par des prêtres de son diocèse. Ces prêtres étaient déplacés pour éviter le scandale. Pour Thomas Patrick Doyle, auteur d'un rapport sur des prêtres pédophiles aux États-Unis, « Il devait savoir mais il n’y avait pas de preuves. Et là, on a une preuve ».

#### BenoîtXVI
D'après le vaticaniste Henri Tincq, le pape Benoît XVI a, à plusieurs reprises, manifesté son intransigeance concernant les affaires d'abus sexuels. Avant son élection, il dénonce les « souillures dans l'Église » et particulièrement parmi les prêtres, et évoque sa « honte » à propos des scandales qui éclatent. Dès le début de son pontificat, il a des mots souvent justes à l'égard des victimes. En 2006, il écarte le prêtre mexicain Marcial Maciel, accusé d'avoir abusé d'enfants et d'adolescents entre 1940 et 1950 mais protégé sous Jean-Paul II. À bord de l'avion qui le conduit à Washington, le 15 avril 2008, le pape se dit particulièrement honteux de tous les cas relevés dans l'Église, ajoutant « qu'un pédophile ne peut pas être prêtre ». Au cours de ce voyage aux États-Unis, il rencontre des victimes de prêtres, geste qu'il renouvellera en Australie, en juillet 2008, au Vatican, en avril 2009, où il reçoit des Amérindiens venus du Canada, à Malte, en avril 2010 et en Grande-Bretagne en septembre 2010. Pour le journaliste vaticaniste Giancarlo Zizola, Benoît XVI « a prôné la tolérance zéro, engagé les évêques à dénoncer les prêtres fautifs et permis une assistance matérielle aux victimes »,.
Le pape est aussi amené à réduire à l'état laïc (« perte de l'état clérical ») les prêtres s'étant rendus coupables d'abus grave. Ainsi, 10 % des 3 000 dossiers traités depuis 2001 par la Congrégation pour la doctrine de la Foi ont abouti à cette issue.
Benoit XVI remet également en cause collectivement les épiscopats des pays concernés par les scandales. En février 2010, il convoque, de manière exceptionnelle, l'ensemble des évêques catholiques irlandais, ceux-ci étant accusés par les rapports Murphy et Ryan. Le mars 2010, le pape rend publique la Lettre pastorale aux catholiques irlandais,, où il aborde ces questions douloureuses,,. Le pape redit sa compassion pour les victimes, qu'il envisage de rencontrer. Il comprend qu'il leur soit difficile de pardonner ou de se réconcilier avec l'Église. Il reconnaît la responsabilité des évêques et condamne vivement les prêtres coupables,. Benoît XVI identifie plusieurs facteurs à cette crise : des procédures inadéquates pour évaluer les candidats au sacerdoce et à la vie religieuse, des manquements dans la formation des séminaristes, une tendance à favoriser, dans la société, le clergé et d'autres figures d'autorité, une « préoccupation déplacée » pour la réputation de l'Église, la non-application des peines canoniques en vigueur,. Il demande aux évêques « d'appliquer les normes du droit canonique en affrontant les cas d'abus sur les enfants » et de « continuer à coopérer avec les autorités civiles ». Il encourage les prêtres et les religieux innocents qui sont parfois perçus comme « coupables par associations » en raison de la faute de leurs confrères.
En mai 2010, malgré certains courants de l'Église mettant en cause le rôle des médias, et en réponse à une question à propos des révélations récentes sur les abus sexuels commis par des prêtres et religieux, Benoît XVI déclare « que la plus grande persécution de l'Église ne vient pas d'ennemis extérieurs mais naît du péché de l'Église. » Pour le pape, l'Église a donc un profond besoin de ré-apprendre la pénitence et d'accepter la purification. Il rappelle l'importance du pardon dans l'Église, tout en insistant sur la nécessité de la justice, soulignant que « le pardon ne remplace pas la justice »,.
Le 11 juin 2010, à la fin de l'Année du sacerdoce, le pape revient sur la révélation des abus sexuels commis par des prêtres sur des enfants : « Et il est ainsi arrivé que, proprement au cours de cette année de joie pour le sacrement du sacerdoce, sont venus à la lumière les péchés des prêtres - en particulier l'abus à l'égard des petits, où le sacerdoce chargé de témoigner de la prévenance de Dieu à l'égard de l'homme se trouve retourné en son contraire ». Le pape demande alors pardon à Dieu et aux personnes impliquées, promettant de faire tout ce qui est possible pour que de tels abus ne puissent jamais plus survenir.
En juillet 2010, il modifie le Motu proprio en cherchant à imposer aux évêques de faire remonter les cas d'abus sexuels à Rome et en allongeant le délai de prescription. Mais le silence semble rester la règle et des prêtres sont seulement déplacés pour cacher les abus sexuels,,.
À la fin de l'année 2010, dans son discours à la Curie romaine, Benoît XVI revient longuement sur les abus contre les mineurs commis par des prêtres : « Sous le manteau du sacré, ils blessent profondément la personne humaine dans son enfance et lui causent un dommage pour toute la vie. » Il évoque le visage de l'Église « qui est couvert de poussière » et dont « le vêtement est déchiré - par la faute des prêtres ». Il parle d'une humiliation qui est un appel au renouvellement de l'Église dans la vérité, à la réparation des fautes et à la prévention contre ces abus. « Nous sommes conscients de la gravité particulière de ce péché commis par des prêtres et de notre responsabilité correspondante. ».
En 2019, à 92 ans, il publie dans le périodique religieux Klerusblatt un texte dans lequel il analyse l'origine des violences sexuelles sur mineurs dans l’Église. Il y explique que la cause de la pédophilie est « l’absence de Dieu » et la « révolution [morale] de 68 », et fait un lien avec l'homosexualité dans l'église.

#### François
Son successeur, le pape François, condamne fermement à son tour tout abus sexuel commis sur les mineurs ainsi que les évêques négligents dans les cas de pédophilie à de nombreuses occasions,,. Le pape François annonce dans un motu proprio publié le 4 juin 2016 que les évêques comme « les éparques, les supérieurs majeurs des instituts religieux et des sociétés de vie apostolique » pourront être démis de leur fonction en raison de leur négligence.
Il est accusé d'avoir commandé en 2010 une contre-enquête pour innocenter un prêtre argentin, et déclenche une polémique en janvier 2018, au cours d'un voyage au Chili, en soutenant Juan Barros, un évêque accusé d'avoir couvert les actes pédophiles, puis admet avoir « commis de graves erreurs dans l’évaluation et la perception de la situation », reçoit les victimes, convoque les évêques chiliens et accepte finalement la démission de Juan Barros. Cet évènement marque un tournant dans sa lutte contre la pédophilie.
À la suite de la publication du rapport du grand Jury de Pennsylvanie sur le scandale des abus sexuels ayant impliqué plus de 300 prêtres catholiques depuis les années 1940, le pape François condamne ces agissement le 20 août 2018. Quelques jours plus tard, lors de la Rencontre mondiale des familles, il évoque sa « honte » et sa « souffrance » devant l'inaction de l'église face aux « crimes ignobles » du clergé irlandais. À l'occasion des vœux de fin d'année, il exhorte les membres du clergé accusés de pédophilie à se « livr[er] à la justice humaine et [à se préparer] à la justice divine ». Cependant, selon une journaliste du Monde, aucune réelle décision n'est encore prise pour prévenir les nouveaux abus.
Début 2019, le pape François écarte l'un de ses proches conseillers, l’évêque argentin Gustavo Óscar Zanchetta visé par une enquête pour abus sexuels, défroque l’ancien cardinal américain Theodore McCarrick, accusé de violence sexuelle et reconnu coupable par la Congrégation pour la doctrine de la foi d’avoir enfreint l’un des commandements divins « avec la circonstance aggravante de l’abus de pouvoir », renvoie le cardinal George Pell, le numéro trois du Vatican condamné pour pédophilie en Australie, et accepte la démission du cardinal Ezzati, accusé d’avoir dissimulé les actes pédophiles de trois prêtres chiliens. Mais sa décision de refuser la démission du cardinal Barbarin surprend, et l'accumulation soudaine d'affaires autour d'abus sexuels déstabilise les fidèles,,, dont certains font le choix de l'apostasie,,,,.
En décembre 2019, le pape François abolit le secret pontifical en matière de sévices sexuels commis par des membres du clergé. Il pourrait en découler une meilleure collaboration avec les forces policières et une meilleure information des victimes quant à la progression de leurs dossiers.

##### Commission d'experts pour la protection des mineurs (2014, puis 2018)
En décembre 2014, il annonce la création d'une commission d'experts pour la protection des mineurs, présidée par le cardinal américain Sean O’Malley; les deux victimes membres de la commission, le Britannique Peter Saunders et l’Irlandaise Marie Colins ne terminent pas leur mandat: le premier est prié de suspendre sa présence en 2016; la seconde démissionne de cette commission en 2017 en dénonçant le manque « honteux » de coopération de la curie romaine,. Le pape refuse en juin 2017 la démission de la pédopsychiatre Catherine Bonnet, qui n'avait pas obtenu l'autorisation de lancer un appel à témoignages auprès des victimes, ni l’obligation pour les membres du clergé de signaler à la justice les suspicions de violences sexuelles. Catherine Bonnet regrette a posteriori que le pape n'ait pas répondu aux propositions faites par la commission le 21 septembre 2017, comme la levée du secret pontifical en cas d’agression sexuelle ou l'abolition du délai de prescription etc.. Une nouvelle commission est constituée en 2018.

##### Rencontre sur la protection des mineurs dans l’Église, en 2019
Le pape réunit 190 évêques et responsables du clergé à Rome du 21 au 24 février 2019 pour une conférence consacrée à la lutte contre les abus sexuels. Leur travail doit porter sur la dissimulation des crimes pédophiles par le clergé et la lutte contre la pédophilie au sein de l'église, avec pour objectifs une prise de conscience des évêques, un rappel de leur responsabilité, et un encouragement à la transparence et au respect de la justice. Le Vatican rappelle les nombreuses mesures de lutte contre la pédophilie mises en œuvre depuis 1984, mais pour Cécile Chambraud, François veut montrer qu'il admet enfin la dimension structurelle de ce problème au sein de l'Église. La conférence début par une série de témoignages vidéo de quatre victimes du Chili, d'Afrique, d'Europe de l'Est et d'Asie, voulant démontrer que les abus n'ont pas eu lieu qu'en Europe ou en Amérique du Nord; le pape propose 21 points de réflexion jugés « peu ambitieux » par Cécile Chambraud dans Le Monde; le cardinal Ruben Salazar Gomez est lui impitoyable: il réaffirme la responsabilité des évêques, affirmant que « de nombreuses fois [des évêques ont] fui [en] n’écoutant pas les victimes, en déplaçant les accusés ou en essayant de parvenir à un compromis financier pour acheter le silence. Nous devons reconnaître que les premiers responsables sont parmi nous et que nous n’avons pas été à la hauteur de notre vocation. Nous devons reconnaître que l’ennemi est à l’intérieur. ». Au cours de son intervention, le cardinal allemand Reinhard Marx, membre du C9, remet en question la justification du secret pontifical et affirme que l’Église a détruit des documents « qui auraient pu documenter ces actes terribles et indiquer le nom des responsables », sans préciser où. Plusieurs pistes de réformes sont évoquées: renforcer la participation des laïcs, créer de juridictions interdiocésaines pour enquêter sur les évêques défaillants, alléger le secret pontifical au sujet des procès canoniques. Mais la gestion des cas d’abus sexuels reste opaque, le Vatican ne rendant publics ni le nombre d'abus qui lui sont déclarés ni le nombre d’évêques jugés depuis le motu proprio de 2016. Le thème du célibat a été écarté. Dans son discours de clôture, le pape affirme à nouveau son engagement à ne plus étouffer les affaires, derrière lesquelles « il y a Satan »; les représentants d’associations de victimes sont déçues qu'aucune mesure concrète n'ait encore été annoncée,.

##### Motu ProprioVos estis lux mundi
Le 9 mai 2019, dans le Motu Proprio intitulé « Vous êtes la lumière du monde », le pape impose l’obligation pour les prêtres et religieux de signaler, y compris rétroactivement, les soupçons d’agression sexuelle et prévoit la procédure à suivre lorsque le signalement concerne un évêque,. En France, un protocole de signalement des violences sexuelles est expérimenté pendant un an à partir de septembre 2019.

## Dans la culture

### Romans
- Octave Mirbeau, Sébastien Roch, 1890.
- Henry de Montherlant, La Ville dont le prince est un enfant, 1951.
- Nathalie Le Gendre, Les Orphelins de Naja, 2008[288].
- Danielle Steele, L'Enfant aux yeux bleus (Blue), 2016.

### Essais
- Céline Hoyeau, La Trahison des pères, Bayard, 2021, 280 p. (ISBN 978-2227498709)
- Lucas Depierre, Lettres d'ailleurs: Vertiges d'une âme au bord d'elle-même, L'Harmattan, coll. « Religion et spiritualités », 2024, 60 p. (ISBN 9782336459776)

### Théâtre
- John Patrick Shanley, Doute (théâtre), 2004.

### Documentaire
- Délivrez-nous du mal, documentaire, 2006 : sur l'affaire Oliver O'Grady, prêtre auteur de viols sur des dizaines d'enfants des années 1970 aux années 1990, aux États-Unis.
- L'Église face aux scandales pédophiles, enquête, 2018 : menée par un historien à travers différents pays, expose les mécanismes de protection de l’Église face aux scandales pédophiles (Prix média ENFANCE majuscule 2019 (mention) Catégorie Documentaire tourné à l'étranger).
- Pédophilie, un silence de cathédrale, documentaire, 2018 : présente une analyse approfondie des situations auxquelles sont confrontées les victimes (Prix média ENFANCE majuscule 2019 Catégorie Documentaire tourné en France).
- Tylko nie mów nikomu, 2019 : documentaire polonais en caméra cachée sur des prêtres pédophiles confrontés à leurs anciennes victimes.

### Cinéma
- En Australie, The Devil's Playground est réalisé en 1976. Prêtres et élèves sont aux prises avec les exigences de la chair, tortures morales et dérapages sont habilement évoqués. Le film n'est pas distribué en Europe. En 2014, une série télévisée australienne reprend le même scénario.
- Les garçons de Saint Vincent (en), téléfilm canadien de John N. Smith en deux parties (1992). Inspiré d'une histoire vraie relatant une série d'abus sexuels, physiques et moraux qui se sont produits dans cette institution religieuse (orphelinat) au cours des années 1970 dans la Province de Terre-Neuve-et-Labrador au Canada. La seconde partie qui se déroule 15 ans plus tard relate le procès des prêtres rattrapés par la justice.
- Song for a Raggy Boy, film d'Aisling Walsh (2003). Coproduction Irlande, Grande-Bretagne, Espagne, Danemark. Le film se déroule à la fin des années 1930 dans un centre de redressement irlandais, établissement catholique où est appliquée une discipline de fer. Une scène montre le viol d'un des garçons par un prêtre de l'institution. Un professeur, ancien opposant au franquisme, va tenter de s'opposer au système concentrationnaire de l'institution et de ré-humaniser les enfants et le personnel.
- La Mala Educación (La Mauvaise Éducation), film de Pedro Almodóvar, présenté en mai 2004 au festival de Cannes.
- Ordre et Châtiment, le péché de nos pères (Our Fathers), téléfilm américain réalisé en 2005 par Dan Curtis qui relate le scandale des abus sexuels des prêtres pédophiles de Boston, le même sujet sera repris en 2015 par le film Spotlight.
- Doute, film américain de John Patrick Shanley, 2008, avec Philip Seymour Hoffman dans le rôle du père Brendan Flynn.
- Au Nom du Fils, comédie satirique et dramatique belge (2012). Une mère se lance dans une chasse aux prêtres et bonnes sœurs soupçonnés d'actes pédophiles après avoir assisté au suicide de son fils adolescent de 14 ans qui entretenait une relation avec un vicaire.
- Le Silence des églises (2013) avec Robin Renucci dans le rôle du père André Vincey. Prix du public au Festival de Luchon.
- Spotlight, film américain coécrit et réalisé par Tom McCarthy, sorti en 2015. Ce film, qui a obtenu l'Oscar 2016 du meilleur film, est calqué sur des faits réels. Il expose l'enquête des journalistes du Boston Globe qui fit éclater le scandale des prêtres pédophiles de Boston en 2002.
- Grâce à Dieu, film français de François Ozon (2019). Cette « fiction basée sur des faits réels » évoque le cardinal Barbarin, Régine Maire (ex-bénévole du diocèse de Lyon) et Bernard Preynat sans en changer les noms. Pour l'avocat de ce dernier[289], comme pour le patron des évêques de France, Pontier[290], il s'agit d'une atteinte au principe de la présomption d’innocence[291]. Mais le tribunal de grande instance de Paris autorise la sortie du film à la date initialement prévue, considérant la demande de report n’est pas proportionnée à l’atteinte à la présomption d’innocence[292]. Le recours de Régine Maire, qui demandait que son nom ne soit pas mentionné dans le film, est lui aussi rejeté par le tribunal de Lyon[293], qui note que « la libération de la parole des victimes d’agressions sexuelles commises au sein de l’Église constitue un débat d’intérêt général » que le film « contribue à alimenter de manière non manichéenne et avec subtilité »[294].
- Le documentaire Le Silence évoque les agressions sexuelles de prêtres catholiques perpétrées pendant des décennies en Acadie au Canada. De nombreux prêtres comme Camille Léger à Cap-Pelé, Lévi Noël à Bathurst ou encore Yvon Arsenault ont agressé des centaines d'enfants. Des victimes de ces prêtres pédophiles décident de rompre le silence et s'expriment dans ce documentaire[295],[296].

### Jeu vidéo
- Dans le jeu vidéo Outlast 2, le père Knoth, principal protagoniste, viole et tue les enfants de Temple Gate. Lors des nombreux flash de Blake, protagoniste, on apprend que son amie d’enfance, Jessica, a été violée par son instituteur catholique et, à la suite de cela, s’est pendue[réf. nécessaire].